# Arsenal FC
Toto je heslo o anglickém fotbalovém klubu, další významy jsou uvedeny v rozcestníku Arsenal (rozcestník).
Arsenal FC (celým názvem: Arsenal Football Club) je anglický fotbalový klub, který sídlí v severním Londýně. Jedná se o jeden z nejúspěšnějších klubů v anglickém fotbale, a je historicky nejúspěšnějším klubem v Londýně. Celkem vyhrál 13 titulů v první divizi a v Premier League a čtrnáctkrát triumfoval v FA Cupu. Drží rekord v průměrném umístění za 20. století. Je také druhým klubem, kterému se podařilo dokončit sezónu bez jediné prohry (sezóna 2003/04), a jediným klubem, kterému se to podařilo ve 38 zápasech.
Arsenal byl založen v roce 1886 ve Woolwichi. V roce 1893 se stal prvním klubem z jižní Anglie, jenž se připojil k tehdejší fotbalové lize. V roce 1913 se klub přesunul na sever Londýna, na Highbury. Ve 30. letech vyhrál Arsenal pětkrát ligový titul a dva FA Cupy. Po na trofeje chudém poválečném období vyhrál v sezóně 1970/71 tzv. double (ligu a FA Cup). V 90. letech, a v prvním desetiletí 21. století, se mu podařilo získat další dva doubly. V roce 2006 podlehl ve finále Ligy mistrů Barceloně. Mezi hlavní rivaly Arsenalu se řadí jeho severolondýnský soused Tottenham Hotspur. Duel výše zmíněných celků nese označení North London derby (Severolondýnské derby). Podle časopisu Forbes je Arsenal k roku 2012 čtvrtým nejhodnotnějším fotbalovým klubem na světě. Je oceněn na 1,3 miliardy $.

## Historie

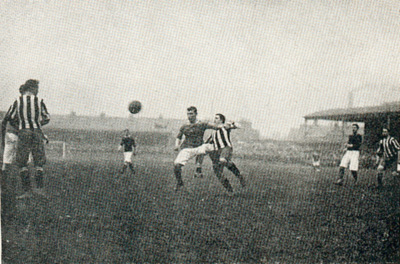
Woolwich Arsenal (v tmavých dresech) hrající proti Newcastelu United (pruhované dresy) v semifinále FA Cupu;— První semifinále klubu – na Victoria Ground, ve Stoke

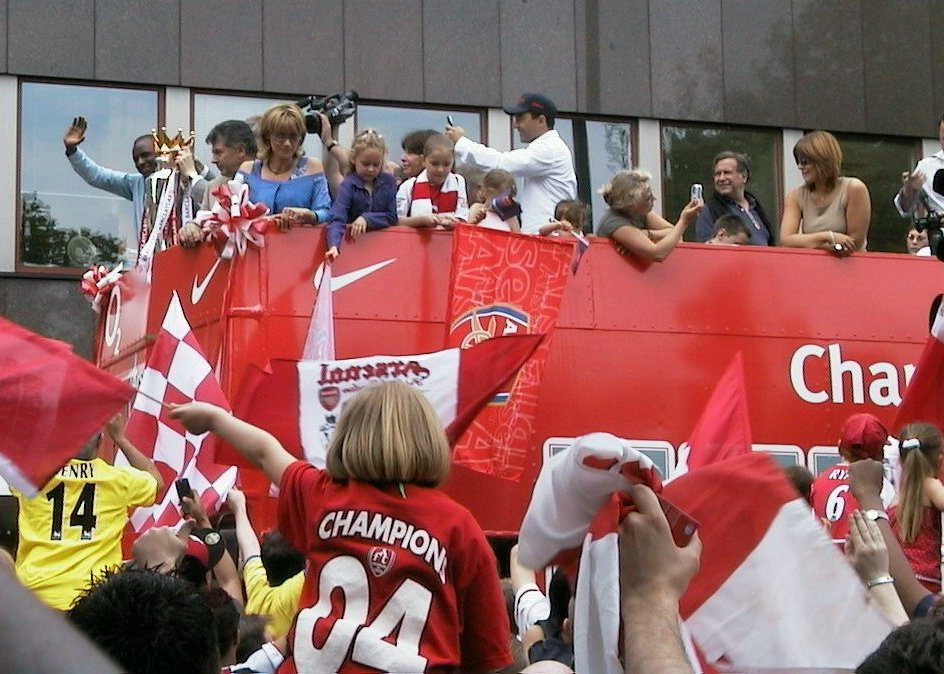
Hráči Arsenalu slaví spolu s fanoušky v otevřeném autobuse ligový titul v roce 2004

Arsenal byl založen dělníky z Royal Arsenal roku 1886 pod názvem Dial Square. Krátce po založení byl přejmenován na Royal Arsenal. První utkání sehrál 11.12.1886 s Eastern Wanderers. Zápas vyhrál 6:0. Poté, co se klub v roce 1893 stal kapitálovou obchodní společností, se znovu přejmenoval na Woolwich Arsenal. Roku 1893 se tehdejší Arsenal připojil k nejvyšší soutěži v Anglii. Tím se stal prvním zástupcem nejvyšší soutěže pocházejícím z jižní části Anglie. Nejdříve začínal ve druhé divizi. V roce 1904 potom získal titul v první divizi. Relativní geografická izolace klubu vyústila v nižší návštěvnost stadionu, než jakou měly ostatní kluby hrající tutéž soutěž. Následkem byly finanční problémy, které v roce 1910 dovedly klub do konkurzu. Následně byl klub předán do rukou dvěma podnikatelům – Henrymu Norrisovi a Williamu Hallovi. Norris se snažil Arsenal přesunout na jiné místo. V roce 1913, brzy po sestupu do druhé divize, se klub přestěhoval na sever Londýna, do Highbury, na Arsenal Stadium. Následující rok došlo k dalšímu přejmenování. Z názvu byla vypuštěna část „Woolwich“. Během první světové války byla v Anglickém fotbale pauza a začalo se hrát až po jejím ukončení. V roce 1919 se Arsenal umístil na celkovém 5. místě. Za normálních okolností by to na postup zpět do First Division nestačilo, ale jelikož kvůli údajným pochybným způsobům byl místní rival, Tottenham Hotspur, přeřazen do Second Division, postoupil Arsenal do First Division.
V roce 1925 jmenoval Arsenal Herberta Chapmana manažerem klubu. Chapman již do té doby dvakrát vyhrál ligu s Huddersfield Town. Poprvé v sezóně 1923/24, podruhé hned následující sezónu 1924/25. Pod Chapmanem se dostavilo první úspěšné období Arsenalu. Jeho revoluční taktika a tréninky spolu s přestupy hvězdných hráčů, jako byli Alex James a Cliff Bastin, položily základy dominance Arsenalu v anglickém fotbale ve 30. letech. Pod jeho taktovkou získal Arsenal první významné trofeje – vítězství v FA Cupu v roce 1930 předcházelo zisku dvou ligových titulů z let 1930/31 a 1932/33. Navíc Chapman stál v roce 1932 za přejmenováním stanice Londýnského metra „Gillespie Road“ na „Arsenal“. To ze zastávky udělalo jedinou stanici, která byla pojmenována po fotbalovém klubu.
Na začátku roku 1934 Chapman umírá na zápal plic. Po jeho úspěších se klubu ujali Joe Shaw a George Allison. Pod jejich vedením Arsenal vyhrál další tři ligové tituly v letech 1933/34, 1934/35, 1936/37. V roce 1936 potom FA Cup. Na konci 30. let ukončila řada hráčů své aktivní kariéry a klub začal slábnout. Druhá světová válka nicméně znamenala dočasný konec profesionálního fotbalu v Anglii.
Po válce se Arsenal těšil dalšímu na trofeje úspěšnému období. Allisonův nástupce, Tom Whittaker, dokázal s klubem v letech 1947/48 a 1952/53 vyhrát ligový titul. V roce 1950 poté vyhrál FA Cup. Kvůli neschopnosti přivést kvalitativně stejné hráče, kteří za klub hráli ve 30. letech se Arsenal propadl v 50. a 60. letech do ligového průměru. V tomto období nezískal žádnou z významných trofejí. Dokonce ani bývalý kapitán anglické reprezentace, Billy Wright, nedokázal klubu přivést, coby manažer, v letech 1962 a 1966 úspěch.
Po překvapivém jmenování fyzioterapeuta Bertieho Meea manažerem v roce 1966, se opět dostavil úspěch. Poté, co Arsenal prohrál dvakrát v řadě ve finále Ligového poháru, se mu podařilo v sezóně 1969/70 získat první evropskou trofej – Veletržní pohár. Následoval ještě větší počin: v ročníku 1970/71 se mu podařilo vyhrát ligu a FA Cup, tedy tzv. Double. Jednalo se o předčasný vrchol 70. let. Vítězství Doublu brzy pominulo a zbytek období již tak úspěšný nebyl. V sezóně 1972/73 Arsenal skončil ve First Division na druhém místě. V letech 1972, 1978 a 1980 prohrál třikrát ve finále FA Cupu. V roce 1980 prohrál ve finále Poháru vítězů pohárů na penalty. Jediný úspěch, který Arsenal v tomto období zaznamenal, bylo vítězství 3-2 ve finále FA Cupu v roce 1979 proti Manchesteru United. Dnes je zápas označován za klasiku.
V roce 1986 byl na pozici manažera klubu jmenován bývalý hráč Arsenalu, George Graham. S ním přišlo další období úspěchu. V první Grahamově sezóně, coby manažer, vyhrál klub Ligový pohár. O dva roky později, v ročníku 1988/89, následoval triumf v lize, kterému předcházelo vítězství nad největším soupeřem o titul – Liverpoolem. Šlo o přímý souboj o první místo v posledním ligovém kole, který Arsenal vyhrál o potřebné dva góly díky trefě v posledních sekundách zápasu – tento dramatický moment vstoupil do dějin anglického fotbalu.
V ligovém ročníku 1990/91 vyhrál Arsenal pod vedením Grahama další ligový titul, když za celou sezónu prohrál v lize jediné utkání. V roce 1993 získal klub FA Cup a Ligový pohár. O rok později potom vyhrál druhou evropskou trofej – Pohár vítězů pohárů. Grahamova pověst byla pošpiněna, když vyšlo najevo, že přijímal úplatky od norského agenta Runea Haugea za podpis smlouvy s jistými hráči. Jeho nástupce, Bruce Rioch, vydržel na pozici manažera jedinou sezónu. Klub opustil po neshodách s představenstvem.
Za úspěch v druhé polovině 90. let a v prvním desetiletí 21. století klub vděčí Arsènu Wengerovi, jenž se stal manažerem v roce 1996. Wenger s sebou přinesl novou taktiku, nové tréninkové metody a několik zahraničních hráčů, kteří doplnili stávající anglické hráče. Druhý double (liga a FA Cup) Arsenal získal v ročníku 1997/98. Třetí potom v sezóně 2001/02. Navíc v roce 2000 se mu podařilo dostat do finále poháru UEFA, kde po penaltách prohrál s Galatasaray Istanbul. Dále klub v letech 2003 a 2005 získal FA Cup a v sezóně 2003/04 vyhrál Premier League bez jediné porážky. Vítězný tým je označován jako „The Invincibles“. Neprohrál ve 49 ligových utkáních v řadě, což je anglický rekord.
V prvních jedenácti sezónách pod Wengerem Arsenal skončil osmkrát na prvním nebo druhém místě. Třebaže ani v jednom případě se jim nepodařilo titul obhájit. Premier League od jejího vzniku v roce 1992 vyhrála kromě Arsenalu k červnu 2012 ještě čtyři mužstva – Manchester United, Blackburn Rovers, Chelsea, a Manchester City. Do sezóny 2005/06 se klub nikdy neprobojoval v Lize mistrů dál, než do čtvrtfinále. Ve výše zmíněném roce se dostal až do finále, kde podlehl 2:1 Barceloně. Stal se tak prvním klubem z Londýna, který se ve více než 50leté historii soutěže dostal do finále. V červenci roku 2006 se klub po 93 letech přesunul z Highbury na Emirates Stadium.
V letech 2007 a 2011 se dostal do finále ligového poháru, kde podlehl 2-1 Chelsea, respektive Birminghamu City. Od triumfu v FA Cupu v roce 2005 dělilo Arsenal dlouhých devět let od zisku další trofeje. Tu získali v roce 2014, kdy ve finále FA Cupu porazili Hull City 3:2 po prodloužení.

## Historické názvy
Zdroj: 
- 1886 – Dial Square FC (Dial Square Football Club)
- 1886 – Royal Arsenal FC (Royal Arsenal Football Club)
- 1893 – Woolwich Arsenal FC (Woolwich Arsenal Football Club)
- 1914 – Arsenal FC (Arsenal Football Club)

## Znak

Znak Arsenalu v letech 1949–2002

První znak Arsenalu od roku 1888

První znak Royal Arsenalu se vyznačoval třemi kanóny, které byly vyobrazeny v pohledu seshora a směřovaly směrem nahoru. Podobně vypadal znak Woolwichské městské čtvrti. Zobrazené kanóny mohou být zaměňovány za komíny. Nicméně přítomnost vyřezávaných lvích hlav a závěrového mechanismu jsou důkazem, že se opravdu jedná o kanóny. Znak se změnil po přesunu na Highbury v roce 1913. Od roku 1922 se ve znaku nachází pouze jediný kanón směřující východním směrem. Jeho součástí je přezdívka klubu The Gunners (Kanonýři), která se nalézá hned vedle kanónu. Takový vzhled měl znak pouze do roku 1925. Poté byl kanón převrácen na druhou stranu, tedy směřoval na západ a tloušťka jeho hlavně byla zúžena. V roce 1949 klub představil zmodernizovanou verzi znaku. Nacházel se v něm stejný styl kanónu, jako byl obsažen v minulém znaku. Nad ním je umístěn název klubu, který je napsán gotickým písmem. Pod ním se nalézá znak Islingtonské městské čtvrti a ještě pod ním je svitek, na němž stojí nově přijaté latinské motto: Victoria Concordia Crescit (vítězství přichází s harmonií). Tvůrcem toho všeho byl klubový editor Harry Homer. Poprvé v historii byl znak barevně vykreslen. Během jeho životnosti byly jeho barvy mírně pozměněny, když se v něm nakonec objevila červená, zlatá a zelená. Vlivem mnoha úprav nebyl Arsenal schopen zavést na znak autorská práva. Nicméně klubu se ho podařilo zaregistrovat jako ochrannou známku. Rovněž vedl dlouhou právní bitvu s pouličním obchodníkem, který prodával „neoficiální zboží“ Arsenalu. Právní spor se nakonec podařilo klubu vyhrát. Arsenal posléze usiloval o komplexní právní ochranu. Proto byl v roce 2002 představen nový znak. V něm byly použity moderní zakřivené křivky a zjednodušený styl, jenž byl snadno kopírovatelný. Kanón znovu směřoval východním směrem. Pro název klubu, který byl umístěn nad kanónem, bylo použito písmo sans-serif. Zelenou barvu nahradila tmavěmodrá. S novým znakem ale nebyli všichni spokojeni. Například zástupci sdružení ’The Arsenal Independent Supporters’ kritizovali klub za to, že se v něm neodrážela tradice a historie Arsenalu a za to, že tato změna nebyla řádně konzultována s fanoušky.
Do 60. let se znak objevoval na dresech pouze při významných zápasech, jako bylo finále FA Cupu, ve formě monogramu klubových iniciálů v červené barvě na bílém pozadí.
Vzhled monogramu byl navržen ve stylu Art deco. Písmena A a C leží v šestiúhelníku na sobě. Uvnitř písmen se nachází fotbalový míč. Tento příklad klubového znaku, jako součást rebrandingu zavedeného Herbertem Chapmanem ve 30. letech, nebyl používán pouze na dresech při významných zápasech, ale i jako designový prvek, který byl použit nad hlavní bránou na Highbury. Rovněž jím byla vykládána podlaha tehdejšího stadionu. Od roku 1967 se na dresech pravidelně objevoval bílý kanón. V 90. letech byl nahrazen klubovým logem, kde se občas objevila přezdívka klubu „The Gunners“.
V sezóně 2011/12 Arsenal oslavil 125 let své existence. Součástí výročí byla upravená verze současného znaku, jež byla na dresech po celý ročník. Znak byl celý v bílé barvě. Z pravé strany ho obklopovalo 15 dubových listů. Z levé strany potom 15 listů vavřínu. Dubové listy představují 15 zakládajících členů klubu, kteří se setkali v hospodě Royal Oak (Královský dub). Zbylých 15 vavřínových listů představuje detail vzoru na šesti pencích, jež zaplatili zakladatelé za založení klubu. Vavřínové listy také představují sílu. Dále se ve znaku po stranách nalézají číslice 1886 a 2011 a ve spodní části znaku je ještě vyobrazeno motto „Forward“.

## Barvy
Po většinu své historie byly hlavními barvami při domácích zápasech Arsenalu červená a bílá. Dresy byly červené s bílými rukávy, zatímco trenýrky byly celé bílé. Brzy po založení, v roce 1886, poslal Nottingham Forest do klubu dar. Jako uznání tohoto činu se stala červená hlavní barvou klubu. Dva členové ze zakladatelů Dial Square, Fred Beardsley a Morris Bates, byli bývalými hráči Nottinghamu, kteří se přestěhovali do Woolwiche za prací. Po sestavení prvního týmu neměl tým žádné dresy, a tak Beardsley s Batesem napsali domů dopis s prosbou o zaslaní fotbalového vybavení. Obratem jim přišly dresy a fotbalový míč. Dresy měly vínovou barvu. Trenýrky barvu bílou a ponožky byly bílé s modrými pruhy.
V roce 1933 chtěl Herbert Chapman mít své hráče oblečeny ve více výrazných dresech. Proto nechal na rukávy přidat bílou a změnil vínovou barvu na světlejší. Pro vysvětlení původu bílých rukávů existují dva příběhy. Jeden příběh tvrdí, že za barevnou kombinaci může příznivec, kterého si na tribuně všiml Herbert Chapman. Ten na sobě měl červený svetr bez rukávů a pod ním bílé tričko. Druhý příběh tvrdí, že Champan byl inspirován podobným oblečením, jenž měl na sobě kreslíř Tom Webster při společném hraní golfu. Bez ohledu na to Cup a který příběh je pravdivý, se červená a bílá od té doby vždy vyskytovaly na dresech Arsenalu. Výjimkou budiž dvě sezóny. V ročníku 1966/67 byly dresy celé v červené barvě. Toto se ukázalo jako nepopulární řešení a hned následující sezónu došlo k návratu zpět k bílým rukávům. V ročníku 2005/06, Arsenal tehdy hrál svou poslední sezónu na Highbury, došlo k návratu k vínové barvě dresů, jenž měl klub na dresech v roce 1913. To byla první sezóna hraná na Highbury. Následující ročník klub již odehrál ve svých červenobílých dresech. V sezóně 2008/09 nahrazují bílé rukávy červené rukávy s širokým bílým pruhem.
| Období    | Výrobce dresu | Hlavní sponzor   |
| --------- | ------------- | ---------------- |
| 1930–1970 | Bukta         | žádný            |
| 1971–1980 | Umbro         | žádný            |
| 1981–1986 | Umbro         | JVC              |
| 1986–1994 | Adidas        | JVC              |
| 1994–1999 | Nike          | JVC              |
| 1999–2002 | Nike          | Dreamcast / Sega |
| 2002–2006 | Nike          | O2               |
| 2006-2014 | Nike          | Emirates         |
| 2014-     | Puma          | Emirates         |

Domácí barvy Arsenalu byly inspirací pro další nejméně tři kluby. V roce 1909 přejala Sparta Praha tmavě červené dresy, jaké tehdy měl Arsenal. Skotský Hibernian zase v roce 1938 napodobil vzhled rukávů, když jejich rukávy byly zelené s bílými pruhy. V roce 1920 se byl na Highbury podívat manažer Bragy. Po svém návratu do Portugalska změnil tehdejší zelené dresy na dresy červené s bílými rukávy a trenýrkami. Z tohoto vznikla přezdívka Os Arsenalistas. Vzhled dresů výše zmíněných týmů se dodnes nezměnil.
Po mnoho let měly venkovní dresy Arsenalu bílou barvu a k nim připadaly buď černé, nebo bílé trenýrky. Od sezóny 1969/70 byly venkovní dresy změněny na žluté a modré. V ročníku 1982/83 měly venkovní dresy zelenou barvu. Od počátku 90. let, kdy se na trhu začali objevovat repliky dresů, se venkovní barvy mění pravidelně. Během tohoto období bylo na venkovních dresech použito dvoubarevné provedení modré, nebo variace tradiční žluté a modré. V sezóně 2001/02 byla použita metalická zlatá a na třetí dres potom pruhovaná navy. Mezi lety 2005 a 2007 byly venkovní dresy žluté a tmavě šedé. Od roku 2009 se vzhled venkovních dresů mění každou sezónu. Venkovní dres se použije příští sezónu jako třetí varianta za předpokladu, že je představen nový domácí dres.

### Výrobce dresů a hlavní sponzor
Za celou svou historii vystřídal Arsenal několik výrobců dresů. Od 30. let do počátku 70. let byla výrobcem dresů společnost Bukta. Od 70. let do roku 1986 společnost Umbro. Mezi lety 1986 a 1994 společnost Adidas, a od roku 1994 do 2014 potom společnost Nike, momentálně od roku 2014 je výrobce dresů společnost Puma. Od roku 2019 je výrobce dresů opět společnost Adidas. Stejně jako většina předních klubů i Arsenal měl od 80. let na svém dresu vyobrazeného hlavního sponzora. V letech 1982–1999 jím bylo JVC. Od roku 1999 do roku 2002 Sega. Mezi lety 2002 a 2006 O2, a od roku 2006 je hlavním sponzorem letecká společnost Emirates.

## Stadiony

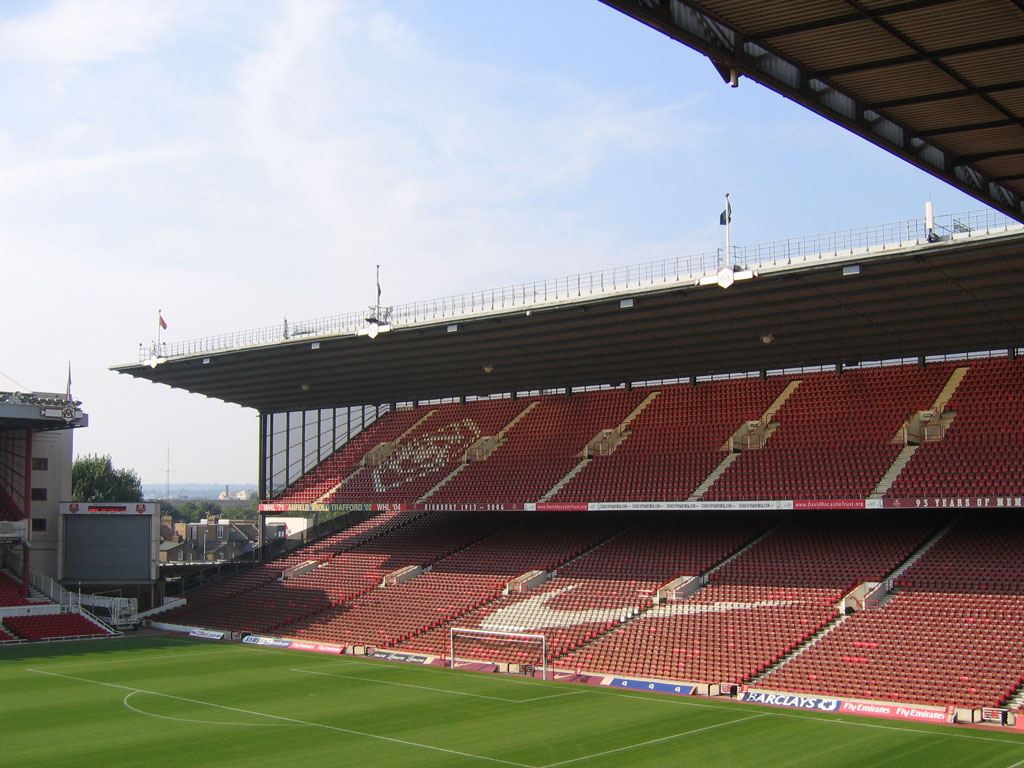
Tribuna The North Bank Stand na Arsenal Stadium

Po většinu času stráveném na jihovýchodě Londýna hrál Arsenal své domácí utkání na Manor Ground v Plumsteadu. Mezi lety 1890 a 1893 byl domácím stánkem klubu Invicta Ground nacházející se nedaleko Manor Ground. Z počátku byl Manor Ground pouze hřiště bez tribun. Pro svůj první ligový zápas v září 1893 nechal klub nainstalovat tribuny na stání a sedačky. Kromě dvou výjimek v ročníku 1894-95 zde Arsenal odehrál v následujících 20 letech všechna svá domácí utkání. V roce 1913 došlo k přesunu na sever Londýna.
Arsenal Stadium, znám jako Highbury, se stal domácím stánkem klubu od září roku 1913. Původní stadion byl navržen renomovaným fotbalovým architektem Archibaldem Leitchem. Ten v té době navrhl ve Spojeném království několik podobných stadionů. Všechny stánky měly jednu tribunu na stání a tři na sezení. Ve 30. letech prošel celý stadion generální opravou. Západní a Východní tribuny byly postaveny ve stylu Art deco. Výstavba byla dokončena v roce 1932, respektive 1936. Během druhé světové války byla poničena tribuna North Bank. Rekonstrukce se nicméně dočkala až v roce 1954, kdy na ní byla postavena mimo jiné i střecha.
Do 90. let mělo Highbury kapacitu 57 000 diváků. Při svém vrcholu dokonce 60 000. Od ročníku 1993/94 došlo ke změně. Kvůli Taylorově zprávě a nový regulím zavedených v Premier league byl klub nucen přestavět svůj stánek na celosedačkový. Tímto se kapacita stadionu snížila na 38 419 sedících diváků. Během zápasů Ligy mistrů byla kapacita znovu snížena. Důvodem bylo vytvoření nových míst pro reklamní partnery. Jelikož v letech 1998 a 2000 došlo k velmi výraznému snížení počtu míst, byl Arsenal nucen své domácí zápasy přesunout do Wembley, které dokázalo pojmout více než 70 000 diváků.

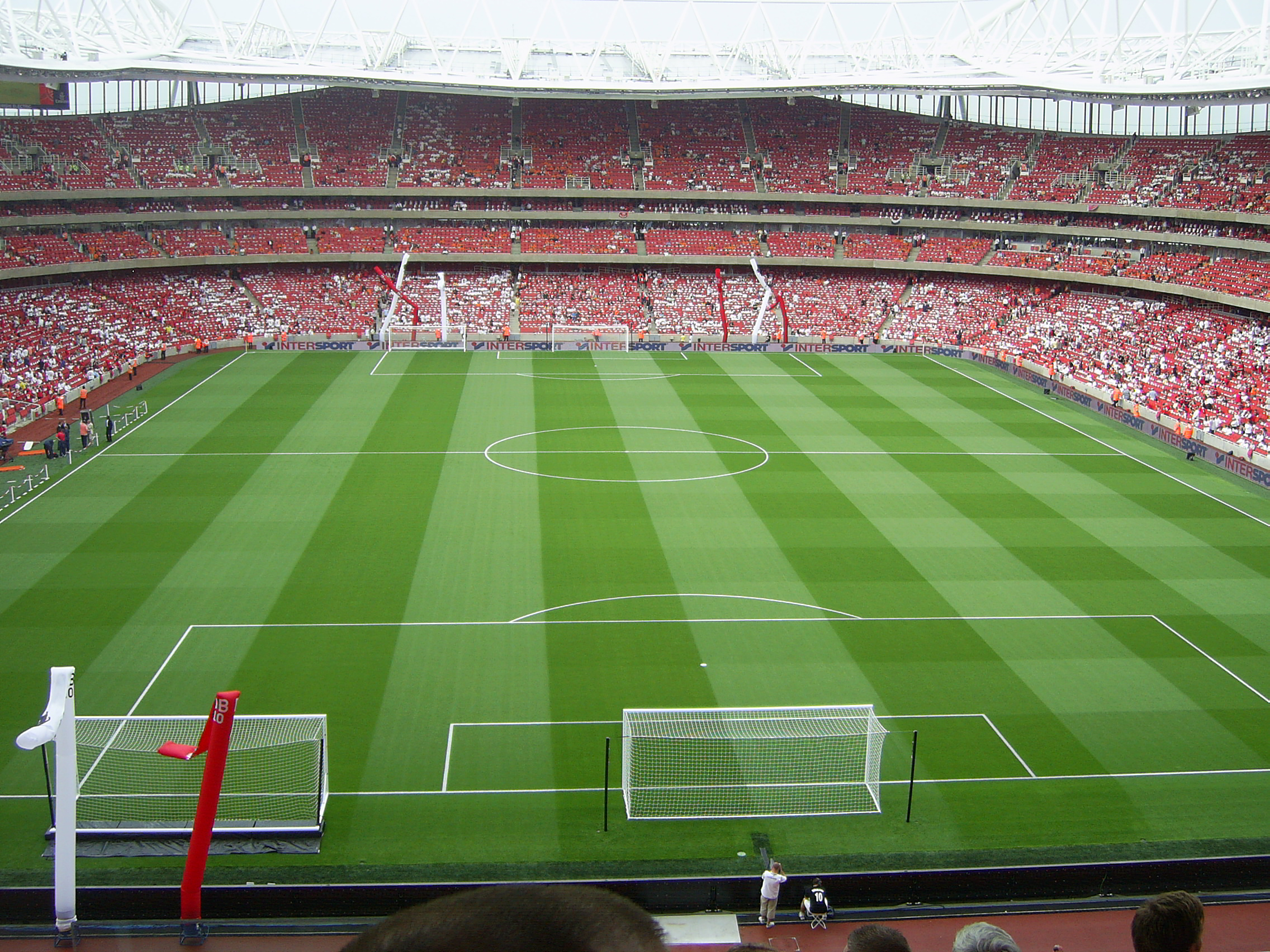
Zaplňující se Emirates Stadium při rozlučkovém zápase Dennise Bergkampa

Rozšíření Highbury nebylo možné z několika důvodů. Tribuna East Stand měla status druhého stupně na seznamu budov zvláštního architektonického nebo historického významu. Zbylé tři tribuny se zase nacházely blízko rezidenčním nemovitostem. Vlivem toho nemohl klub v 90. letech a v první dekádě 21. století počítat s vyššími příjmy ze vstupného, což vzhledem k tomu, že v tomto období nastával fotbalový boom, nebyla dobrá situace. V roce 2000 se Arsenal po zvážení několika možností rozhodl pro výstavbu nového stadionu na Ashburton Grove o kapacitě 60 361 diváků. Stánek byl postaven zhruba 500 metrů jihozápadně od Highbury. Projekt byl zpočátku byrokracií a rostoucími náklady odložen. Nový stadion byl otevřen v červenci 2006 zápasem s Ajaxem Amsterodam. Byl to poslední zápas legendy obou klubů – Dennise Bergkampa. Arsenal vyhrál 2:1. Od ročníku 2006/07 zde hraje Arsenal všechna svá domácí utkání. Stadion byl po otevření přejmenován na Emirates stadium podle názvu nového hlavního sponzora klubu, letecké společnosti Emirates. S Emirates Arsenal podepsal největší sponzorskou smlouvu v historii anglického fotbalu o hodnotě zhruba 100 milionů £. Některým příznivcům se tento korporátní název nezamlouvá, a tak stadion nazývají Ashburton Grove, nebo zkráceně Grove. Oficiální název stadionu bude nejméně do roku 2028 Emirates stadium. Název aerolinek bude na dresech vyobrazen do konce sezóny 2018/19. Na začátku ročníku 2010/11 byly oficiálně přejmenovány všechny tribuny na stadionu na North Bank, East Stand, West Stand a Clock end.
Hráčí Arsenalu trénují od roku 1999 v Shenley Training Centre v Hertforshiru. V dřívějších dobách klub využíval tréninkové zařízení nacházející se v blízkosti stavební plochy, která patřila unii studentů University College London. Do roku 1961 hráči trénovali na Highbury. Fotbalová akademie hráčů Arsenalu do 18 let hraje své domácí zápasy v Shenley, zatímco rezerva hrává svá utkání na Underhill Stadium, což je domácí stánek Barnetu.

## Fanoušci a rivalové

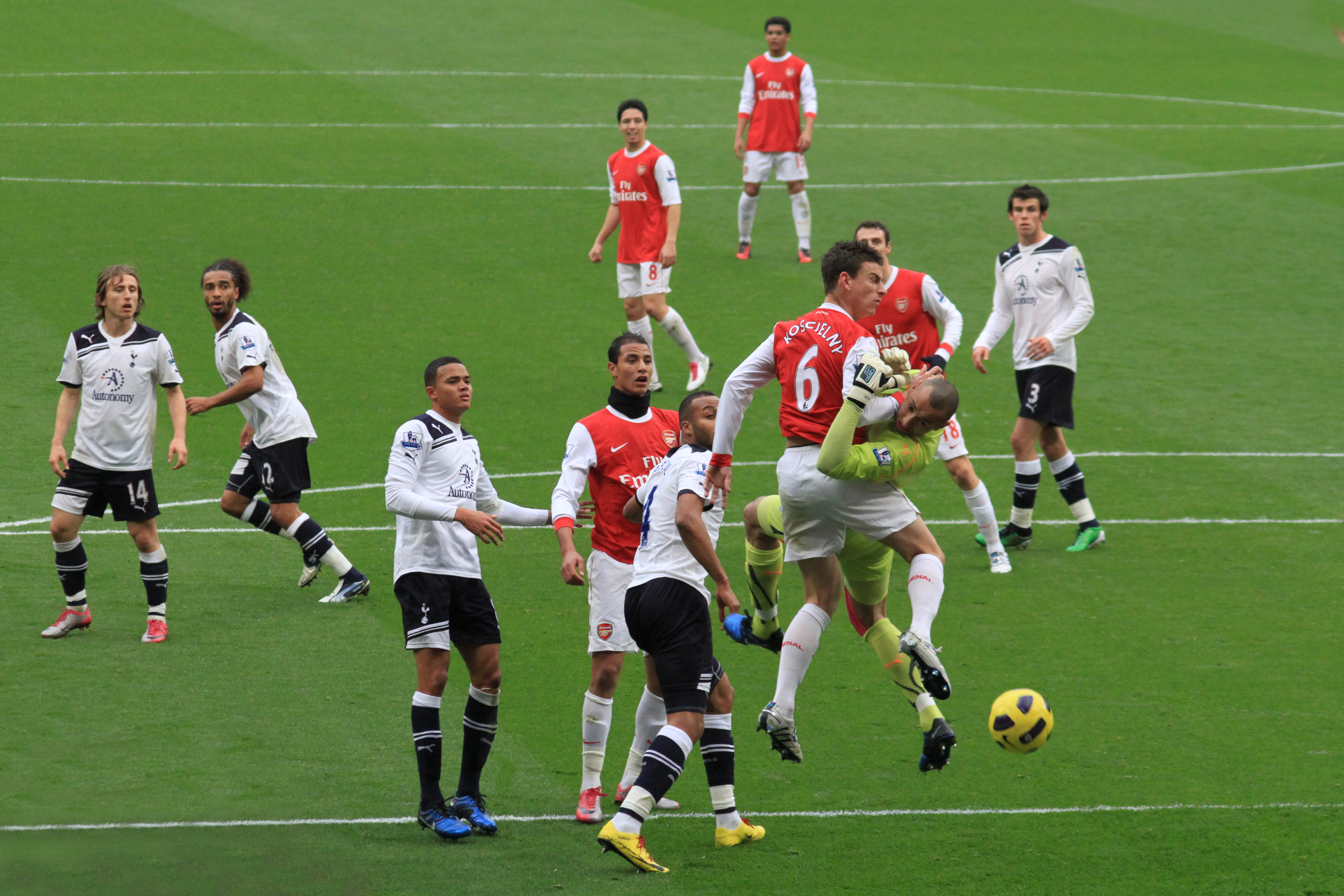
Arsenal hrající proti Tottenhamu v utkání známé jako North London derby v listopadu 2010

Fanoušci Arsenalu sami sebe nazývají „Gooners“. Výraz je odvozen od klubové přezdívky The „Gunners“ („Kanonýři“). Klub má rozsáhlou a obecně loajalní fanouškovskou základnu. Důkazem budiž prakticky vyprodaný stadion na každý domácí zápas. V sezóně 2007/08 měl Arsenal druhou nejvyšší průměrnou návštěvnost v anglické lize, když se na utkání přišlo podívat v průměru 60 070 lidí, což je 99,5% kapacity stadionu. K roku 2006 měl klub celkově čtvrtou nejvyšší průměrnou návštěvnost všech dob. Rovněž má sedmou nejvyšší průměrnou návštěvnost ze všech evropských fotbalových klubů. Před ním se nachází Borussia Dortmund, FC Barcelona, Manchester United, Real Madrid, Bayern Mnichov a Schalke 04. Díky poloze klubu, jenž se nachází v blízkosti několika oblastí, kde žije různá vrstva obyvatel, lze konstatovat, že fanoušci Arsenalu pochází z celé škály sociálních tříd. Čtvrti jako Canonbury a Barnsbury jsou důkazem bohatší vrstvy příznivců. Střední třída potom pochází z oblastí jako Islington, Holloway, Highbury a Camden. Dělnická třída má původ v oblastech jako Finsbury Park a Stoke Newington.
Stejně jako další významné kluby v Anglii má i Arsenal několik domácích fanklubů. Mezi ně patří Arsenal Football Supporters Club, který úzce spolupracuje s klubem, nebo Arsenal Independent Supporters´ Association, jenž je udržován nezávisle na Arsenalu. Arsenal Supporters´ Trust zase podporuje větší zapojení fanoušků ve vlastnictví klubu. Dále fankluby publikují vlastní magazíny jako například The Gooner, Highbury High, Gunflash a Up The Arse!. Kromě běžných anglických fotbalových pokřiků příznivci ještě zpívají „One-Nil to the Arsenal“ a „Boring, Boring Arsenal“. Ten využívali fanoušci soupeře jako posměšek. Dnes ho ale ironicky zpívají i příznivci Arsenalu v situacích, kdy klub hraje dobře.
Arsenal měl vždy mnoho příznivců žijících i mimo Londýn. Příchodem satelitní televize se oddanost příznivců stala ještě méně závislou na poloze klubu a Arsenal získal mnoho fanoušků po celém světě. V roce 2007 existovalo v Británii 24, v Irsku 37 a mimo Britské ostrovy dalších 49 fanklubů spjatých s klubem. Podle odhadu Granady Ventures, která má v klubu podíl 9,9 %, měl Arsenal v roce 2005 po celém světě na 27 milionů příznivců.
Největší rival Arsenalu je jeho soused ze severu Londýna Tottenham Hotspur. Zápasy mezi těmito dvěma týmy se nazývají North London derby. Mezi další londýnské konkurenty Arsenalu patří Chelsea, Fulham a West Ham. Kromě toho se na konci 80. let vyvinula další silná rivalita mezi Arsenalem a Manchesterem United. Tak pak ještě zesílila, když spolu oba kluby několikrát bojovaly o titul v Premier League. V roce 2003 byl podle online hlasování společnosti Football Fans Census zvolen největším rivalem Arsenalu Manchester United následovaný Tottenhamem a Chelsea. O pět let později, v roce 2008, byl za největšího konkurenta klubu zvolen ve stejném hlasování Tottenham.

## Vlastnictví a finance klubu
Mateřská společnost klubu, Arsenal Holdings plc, funguje jako nekomerční akciová společnost, jejíž vlastnictví je značně odlišné od jiných fotbalových klubů. Bylo totiž pouze vydáno 62 217 akcií. Ty navíc nejsou obchodovatelné na veřejných burzách jako jsou FTSE a AIM. Místo toho se s nimi zřídka obchoduje na burze cenných papírů PLUS. Dne 31. srpna 2010 měla jedna akcie průměrnou hodnotu 10 250 £. Celková hodnota tržní kapitalizace klubu byla stanovena přibližně na 995,47 milionů £. Dne 31. května 2009 klub vydělal v právě končícím fiskálním roce 62,7 milionů £ před zdaněním (v částce nejsou zahrnuty náklady vydané za přestupy hráčů). Celkový obrat v tomto roce činil 313,3 milionů £.
Největším akcionářem Arsenalu je americký sportovní magnát Stan Kroenke. Kroenke začal skupovat akcie klubu v roce 2007. V listopadu roku 2009 zvýšil svůj podíl v Arsenalu na 29,9%, což bylo 18 594 akcií.
Kroenke nebyl jediným člověkem, který se chtěl stát většinovým vlastníkem. Nabídku na koupi akcií podala i společnost Red & White Securities, jejímž spoluvlastníkem je uzbecký miliardář Ališer Usmanov a londýnský finančník Farhad Moshiri. V srpnu roku 2007 začala Red & White s odkupem akcií od bývalého místopředsedy klubu Davida Deina. V únoru 2009 již společnost vlastnila 15 555 akcií, což byl 25procentní podíl v klubu. Nastalá situace vedla tisk ke spekulaci, že mezi Kroenkem a Usmanovem dojde k boji o převzetí Arsenalu. Nicméně Kroenke souhlasil s tím, že nejméně do září 2009 nepřesáhne jeho podíl v klubu 29,9%. Dále měl do října 2012 každý člen představenstva první možnost odkupu akcií od ostatních držitelů.
V dubnu roku 2011 byla zveřejněna informace, podle níž pokročily rozhovory mezi Kroenkem a vedením o převzetí klubu.
Kroenke pokračoval v získávání dalších akcií. V dubnu 2011 odkoupil podíly od lady Niny Bracewell-Smith (15,9%), Dannyho Fiszmana (16,11%) a dalších členů vedení. Tím dosáhl podílu v Arsenalu 66,64%.
V říjnu 2011 již Kroenke vlastnil 41 574 akcií (66,82procentní podíl v klubu), zatímco Red & White Securities vlastnila 18 261 akcií, což je 29,35procentní podíl v Arsenalu. Podle obchodního práva je Kroenke, jako většinový vlastník, povinen podat nabídku na odkup zbývajících akcií.

## V moderní kultuře
Arsenal drží několik mediálních prvenství. Dne 27. ledna 1927 byl jejich souboj s Sheffieldem United prvním anglickým ligovým zápasem vysílaným živě v rozhlase. O deset let později, 16. září 1937, byl v televizi odvysílán první živý přenos na světě. Jednalo se o exhibiční utkání mezi prvním týmem a rezervou Arsenalu. Arsenal byl také uveden v prvním vydání pořadu Match of the Day televize BBC. Zde byl k vidění sestřih zápasu proti Liverpoolu na Anfield Road z 22. srpna roku 1964. Rovněž figuroval v prvním zápase vysílaném ve 3D. Televizní společnost BSkyB ho odvysílala v lednu 2010 a jednalo se o utkání Arsenalu s Manchesterem United.
Arsenal, jako jeden z nejúspěšnějších a nejpopulárnějších klubů v zemi, byl mnohokrát znázorněn v uměleckých dílech. Jako pozadí vystupoval klub v jednom z prvních filmů s fotbalovou tematikou – The Arsenal Stadium Mystery z roku 1939. Ve filmu se odehrává přátelské utkání mezi Arsenalem a amatérským celkem, z jehož týmu je během zápasu jeden hráč otráven. Ve snímku hraje mnoho hráčů Arsenalu samo sebe. Manažer George Allison dokonce ve filmu pronese pár vět.
V roce 1992 vydal Nick Hornby autobiografickou knihu Fotbalová horečka (Fever Pitch). Hornby zde popisuje svůj život a svůj konkrétní vztah k fotbalu a fanouškovskou oddanost Arsenalu. Kniha výrazně přispěla k oživení zájmu o fotbal v britské společnosti v 90. letech a byla dvakrát filmově zpracována. Poprvé se tak stalo v roce 1997, kdy byl snímek (v české distribuci jako Fotbalové opojení) zaměřen na ligový ročník 1988/89, ve kterém Arsenal získal titul díky gólu v posledních sekundách posledního zápasu sezóny. Hlavní roli (Hornbyho alter ego) ztvárnil Colin Firth. V roce 2005 pak byla představena značně upravená americká verze, kde je hlavním hrdinou fanoušek baseballového týmu Boston Red Sox.
Obzvláště během 70. a 80. let byla hra Arsenalu považována za defenzivní a „nudnou“. Toho se chytilo několik komiků, jako Eric Morecambe, jenž dělal vtipy na účet klubu. Narážky na Arsenal byly použity i v komedii Do naha! z roku 1997 – konkrétně ve scéně, kde hlavní herci stojí v řade vedle sebe a mávají kolem sebe rukama ve snaze, aby koordinovali svůj striptýz. Scéna měla zesměšnit ofsajd systém Arsenalu. Další film, který naráží na obranu klubu je Plunkett & Macleane. Ve snímku jsou dvě postavy pojmenovány Dixon a Winterburn. Postavy svá jména dostaly po dlouho sloužících obráncích Arsenalu – Lee Dixonovi a Nigelovi Winterburnovi.
Arsenal je zmíněn ve Stopařově průvodci po galaxii, když se barman zeptá mimozemšťana Forda Prefecta jestli plánuje sledovat zápas. Ford odpoví, že to nemá smysl a barman se ho zeptá „Tak to je potom hotová věc? Arsenal je bez šance?“ Ford odpoví, že jde jen o to, kdy svět skončí.
V roce 2013 byl na americké televizní stanici CBS odvysílán jeden díl seriálu založeném na Sherlocku Holmesovi Jak prosté. Zde se objevila souvislost s Arsenalem. V díle nazvaném „M“ hraje hlavní postavu M, známou také jako Sebastien Moran, Vinnie Jones. Při sledování svého milovaného Arsenalu zabije Moran svou oběť. Ačkoliv při setkání Holmese, jehož hraje Jonny Lee Miller, s M není zmíněn oblíbený Holmesův tým, Holmes pronese: „Fanoušek Arsenalu. Další důvod, proč tebou pohrdat.“ Ve skutečnosti je Miller fanouškem Chelsea.

## Arsenal ladies
Arsenal Ladies je fotbalový klub založený v roce 1987, jenž je spjatý s Arsenalem. V roce 2002 se pod vedením Laury Harveyové staly poloprofesionálním klubem. Arsenal Ladies jsou nejúspěšnějším týmem v anglickém ženském fotbale. V ročníku 2008/09 vyhrály všechny tři významné anglické trofeje – FA Women's Premier League, FA Women's Cup a FA Women's Premier League Cup. K roku 2009 byly navíc jediným anglickým týmem, kterému se podařilo triumfovat v sezóně 2006/07 v UEFA Women's Cupu. Ve výše zmíněném ročníku se jim podařilo získat ještě vítězství z ligy, FA Cupu a Ligového poháru, čímž zkompletovaly tzv. quadruple. Mužské a ženské kluby jsou formálně dva samostatné subjekty. Přesto mají mezi sebou poměrně úzké vazby. Arsenal Ladies mají jednou za sezónu právo hrát na Emirates stadium, třebaže jejich domácí zápasy hrají na stadionu Boreham Wood.

## Ve společenství
V roce 1985 založil Arsenal společenství „Arsenal in the Community“, které nabízí sportovní, začleňovací, vzdělávací a charitativní projekty. Klub dále podporuje přímo charitu. V roce 1992 založil charitativní sdružení The Arsenal Charitable Trust, jenž k roku 2002 získalo pro místní nemocnice více než 2 miliony £. Bývalí hráči a současné hvězdy klubu hrají za účelem získání peněz charitativní utkání.
V ročníku 2009/10 se Arsenalu podařilo pro dětskou nemocnici Great Ormond Street Hospital získat 818 897 £. Původním plánem bylo sehnat 500 000 £, ale díky velké podpoře od fanoušků, hráčů, ředitelů a zaměstnanců, se podařilo překonat hranici půl milionu.
V září roku 2011 vyhrál Arsenal soudní spor s Alicií Simonovou. Simonová měla v Seville obchod s názvem „Arsenale“. Nicméně po zásahu španělského úřadu pro patenty a ochranné známky byla nucena název obchodu změnit. Simonová zaregistrovala název obchodu ještě předtím, než byl obchod v roce 2007 otevřen. Od té doby vedla s klubem soudní spor.

## Dosažené úspěchy a rekordy
Arsenal patří mezi nejúspěšnější anglické fotbalové kluby. Vyhrál 13 anglických titulů (jen Liverpool – 18 a Manchester United – 20 jich mají více) a 14 FA Cupů (Arsenal je v tomto nejúspěšnějším týmem, druhý je Manchester United se 13 tituly). Třikrát dokázal vyhrát tzv. „Double“. V letech 1971, 1998 a 2002 zvítězil v lize a v FA Cupu. Před Arsenalem se toto povedlo pouze Manchesteru United v letech 1994, 1996 a 1999. V roce 1993 se klub stal prvním anglickým týmem, kterému se podařilo v jedné sezóně získat FA Cup a Ligový pohár. V sezoně 2005/06 se Arsenal, jako první londýnský klub, dostal poprvé v historii až do finále Liga mistrů UEFA, jež se hrálo 17. května 2006 v Paříži. Tady se ve svém prvním finále setkal s Barcelonou, s níž prohrál 2-1.
Arsenal patří k nejlepším týmům, které se v konečné tabulce umístily vysoko. Hůře než čtrnáctý byl pouze sedmkrát. Rovněž drží rekord za průměrné celkové umístění v období 1900–1999. Ve 20. století se průměrně umístil na 8,5 místě. Navíc patří spolu s dalšími šesti kluby k týmům, jimž se povedlo triumfovat v FA Cupu dvakrát v řadě. Arsenalu se to povedlo v letech 2002 a 2003. Klub vytvořil rekord v neporazitelnosti v Premier League. Neprohrál ani jednou v sezóně 2003/2004. Jeho neporazitelnost trvala od 7. května 2003 do 16. října 2004. Porážku nepoznal v 49 zápasech Premier League po sobě.
Nejvícekrát v historii se v dresu Arsenalu objevil David O'Leary, a to 722 krát mezi lety 1975 až 1995. Druhý v pořadí je jeho kolega z obrany Tony Adams, jenž se objevil v 669 zápasech prvního týmu. Rekord mezi brankáři drží s 564 zápasy David Seaman.
Nejlepším střelcem Arsenalu je s 228 góly ve všech soutěžích Thierry Henry. Henry překonal 185 branek Iana Wrighta v říjnu roku 2005. Wrightův rekord přitom trval od září 1997, kdy se mu podařilo překonat rekord 178 gólů nastřílených Cliffem Bastinem v roce 1939. Henry je také se svými 176 brankami nejlepším střelcem v lize. Dřívější Bastinův rekord se mu podařilo překonat v únoru 2006.
Nejvyšší domácí návštěva 73 707 diváků byla zaznamenána 25. listopadu 1998 v zápase Ligy mistrů proti RC Lens hraném ve Wembley, kde hrál svá domácí utkání v evropských pohárech kvůli nedostatečné kapacitě tehdejšího Highbury. Největší návštěva na Highbury byla zaznamenána 9. března 1935 při zápase proti Sunderlandu. Utkání skončilo 0-0 a přišlo se na něj podívat 73 295 diváků. Dne 3. listopadu 2007 v zápase proti Manchesteru United, který skončil 2-2, se na zápas přišlo podívat 60 161 diváků. To je dosavadní rekord na Emirates stadium.
Arsenal drží rekord v počtu po sobě jdoucích sezón, při kterých byl mezi elitou. K roku 2012 strávil mezi nejlepšími 85 sezón. Dále je držitelem série 49 ligových zápasů, při nichž nebyl poražen. Toto období trvalo od května 2003 do října 2004. Arsenal, jenž vyhrál ligový ročník 2003/04 bez jediné prohry, se přidal k Prestonu North End, kterému se rovněž podařilo získat titul bez jediné porážky. Preston ale v sezóně 1888-89 hrál jen 22 zápasů.
Přes tyto úspěchy na domácí scéně se klub přes čtvrtfinále Ligy mistrů dostal až v sezóně 2005/2006.
Tehdy překonal rekord sedmi zápasů bez inkasované branky, který držel AC Milán. Čisté konto se mu podařilo udržet v deseti zápasech, což znamenalo 995 minut bez inkasované branky. Tuto šňůru se podařilo přerušit Samuelu Eto'ovi, když v 76. minutě finále vyrovnal. Arsenal se stal prvním klubem z Anglie, který vyhrál na hřišti Realu Madrid a AC Milán. V lize mistrů 2009/2010 postoupil do čtvrtfinále, kde podlehl Barceloně. O rok později se tým trenéra Wengera ve skupině utkal s Šachtarem Doněck, Sportingem Braga a Partizanem Bělehrad. Arsenal skončil druhý a v osmifinále na něj narazila opět Barcelona. Ta jej však znovu porazila. Jenže tehdy to nebylo tak lehké. Po prvním duelu byl Arsenal dokonce blíže postupu po domácí výhře 2:1, jenže v odvetě zkolaboval a i s přispěním nepříznivých okolností, za kterých byl vyloučen útočník Robin van Persie, v Barceloně prohrál 1:3, aniž by prakticky vystřelil na branku soupeře.

## Manažeři
Od roku 1897, kdy klub jmenoval svého prvního profesionálního manažera Thomase Mitchella, se u kormidla vystřídalo celkem 23 manažerů. Z hlediska počtu odtrénovaných zápasů i délky působení je Arsène Wenger, jmenovaný do funkce v roce 1996, nejdéle sloužícím manažerem v historii klubu. Wenger je také jediným manažerem, který nepochází ze Spojeného království. Ve funkci zemřeli dva manažeři – Herbert Chapman a Tom Whittaker. Nynějším manažerem Arsenalu je Mikel Arteta, bývalý hráč Arsenalu.

## Získané trofeje

### Vyhrané domácí soutěže
- First Division / Premier League ( 13× )[13][124]
  - 1930/31, 1932/33, 1933/34, 1934/35, 1937/38, 1947/48, 1952/53, 1970/71, 1988/89, 1990/91, 1997/98, 2001/02, 2003/04
- FA Cup ( 14× )[13]
  - 1929/30, 1935/36, 1949/50, 1970/71, 1978/79, 1992/93, 1997/98, 2001/02, 2002/03, 2004/05, 2013/14, 2014/15, 2016/17, 2019/20[125]
- EFL Cup ( 2× )[13]
  - 1986/87, 1992/93
- Community Shield ( 17× )[126]
  - 1930, 1931, 1933, 1934, 1938, 1948, 1953, 1991 (dělený), 1998, 1999, 2002, 2004, 2014, 2015, 2017, 2020[127] 2023

### Vyhrané mezinárodní soutěže
- Pohár vítězů pohárů ( 1× )[13]
  - 1993/94
- Pohár veletržních měst ( 1× )[13]
  - 1969/70

### Další úspěchy
- Emirates Cup ( 4× )
  - 2007, 2009, 2010, 2015
- Amsterdam Tournament ( 1× )
  - 2007
- International Champions Cup ( 1× )[128]
  - 2017

- Třikrát „double“: 1971, 1998, 2002
- Vítězství v obou domácích pohárech v jednom roce: 1993
- Arsenal hrál jednou finále Ligy mistrů, v roce 2006 v Paříži podlehl Barceloně 1:2.

## Umístění v jednotlivých sezonách
Stručný přehled
Zdroj: 
- 1893–1904: Football League Second Division
- 1904–1913: Football League First Division
- 1913–1915: Football League Second Division
- 1919–1992: Football League First Division
- 1992– : Premier League

Jednotlivé ročníky
Zdroj: 
Legenda: Z - zápasy, V - výhry, R - remízy, P - porážky, VG - vstřelené góly, OG - obdržené góly, +/- - rozdíl skóre, B - body, červené podbarvení - sestup, zelené podbarvení - postup, fialové podbarvení - reorganizace, změna skupiny či soutěže
| Anglie (1893 – )                                          |                 |        |    |    |    |    |     |    |     |    |        |
| Sezóny                                                    | Liga            | Úroveň | Z  | V  | R  | P  | VG  | OG | +/- | B  | Pozice |
| 1893/94                                                   | Second Division | 2      | 28 | 12 | 4  | 12 | 52  | 55 | -3  | 28 | 9.     |
| 1894/95                                                   | Second Division | 2      | 30 | 14 | 6  | 10 | 75  | 58 | +17 | 34 | 8.     |
| 1895/96                                                   | Second Division | 2      | 30 | 14 | 4  | 12 | 58  | 42 | +16 | 32 | 7.     |
| 1896/97                                                   | Second Division | 2      | 30 | 13 | 4  | 13 | 68  | 70 | -2  | 30 | 10.    |
| 1897/98                                                   | Second Division | 2      | 30 | 16 | 5  | 9  | 69  | 49 | +20 | 37 | 5.     |
| 1898/99                                                   | Second Division | 2      | 34 | 18 | 5  | 11 | 72  | 41 | +31 | 41 | 7.     |
| 1899/00                                                   | Second Division | 2      | 34 | 16 | 4  | 14 | 61  | 43 | +18 | 36 | 8.     |
| 1900/01                                                   | Second Division | 2      | 34 | 15 | 6  | 13 | 39  | 35 | +4  | 36 | 7.     |
| 1901/02                                                   | Second Division | 2      | 34 | 18 | 6  | 10 | 50  | 26 | +24 | 42 | 4.     |
| 1902/03                                                   | Second Division | 2      | 34 | 20 | 8  | 6  | 66  | 30 | +36 | 48 | 3.     |
| 1903/04                                                   | Second Division | 2      | 34 | 21 | 7  | 6  | 91  | 22 | +69 | 49 | 2.     |
| 1904/05                                                   | First Division  | 1      | 34 | 12 | 9  | 13 | 36  | 40 | -4  | 33 | 10.    |
| 1905/06                                                   | First Division  | 1      | 38 | 15 | 7  | 16 | 62  | 64 | -2  | 37 | 12.    |
| 1906/07                                                   | First Division  | 1      | 38 | 20 | 4  | 14 | 66  | 59 | +7  | 44 | 7.     |
| 1907/08                                                   | First Division  | 1      | 38 | 12 | 12 | 14 | 51  | 63 | -12 | 36 | 14.    |
| 1908/09                                                   | First Division  | 1      | 38 | 14 | 10 | 14 | 52  | 49 | +3  | 38 | 6.     |
| 1909/10                                                   | First Division  | 1      | 38 | 11 | 9  | 18 | 37  | 67 | -30 | 31 | 18.    |
| 1910/11                                                   | First Division  | 1      | 38 | 13 | 12 | 13 | 41  | 49 | -8  | 38 | 10.    |
| 1911/12                                                   | First Division  | 1      | 38 | 15 | 8  | 15 | 55  | 59 | -4  | 38 | 10.    |
| 1912/13                                                   | First Division  | 1      | 38 | 3  | 12 | 23 | 26  | 74 | -48 | 18 | 20.    |
| 1913/14                                                   | Second Division | 2      | 38 | 20 | 9  | 9  | 54  | 38 | +16 | 49 | 3.     |
| 1914/15                                                   | Second Division | 2      | 38 | 19 | 5  | 14 | 69  | 41 | +28 | 43 | 5.     |
| V letech 1915 až 1918 se nehrála žádná pravidelná soutěž. |                 |        |    |    |    |    |     |    |     |    |        |
| 1919/20                                                   | First Division  | 1      | 42 | 15 | 12 | 15 | 56  | 58 | -2  | 42 | 10.    |
| 1920/21                                                   | First Division  | 1      | 42 | 15 | 14 | 13 | 59  | 63 | -4  | 44 | 9.     |
| 1921/22                                                   | First Division  | 1      | 42 | 15 | 7  | 20 | 47  | 56 | -9  | 37 | 17.    |
| 1922/23                                                   | First Division  | 1      | 42 | 16 | 10 | 16 | 61  | 62 | -1  | 42 | 11.    |
| 1923/24                                                   | First Division  | 1      | 42 | 12 | 9  | 21 | 40  | 63 | -23 | 33 | 19.    |
| 1924/25                                                   | First Division  | 1      | 42 | 14 | 5  | 23 | 46  | 58 | -12 | 33 | 20.    |
| 1925/26                                                   | First Division  | 1      | 42 | 22 | 8  | 12 | 87  | 63 | +24 | 52 | 2.     |
| 1926/27                                                   | First Division  | 1      | 42 | 17 | 9  | 16 | 77  | 86 | -9  | 43 | 11.    |
| 1927/28                                                   | First Division  | 1      | 42 | 13 | 15 | 14 | 82  | 86 | -4  | 41 | 10.    |
| 1928/29                                                   | First Division  | 1      | 42 | 16 | 13 | 13 | 77  | 72 | +5  | 45 | 9.     |
| 1929/30                                                   | First Division  | 1      | 42 | 14 | 11 | 17 | 78  | 66 | +12 | 39 | 14.    |
| 1930/31                                                   | First Division  | 1      | 42 | 28 | 10 | 4  | 127 | 59 | +68 | 66 | 1.     |
| 1931/32                                                   | First Division  | 1      | 42 | 22 | 10 | 10 | 90  | 48 | +42 | 54 | 2.     |
| 1932/33                                                   | First Division  | 1      | 42 | 25 | 8  | 9  | 118 | 61 | +57 | 58 | 1.     |
| 1933/34                                                   | First Division  | 1      | 42 | 25 | 9  | 8  | 75  | 47 | +28 | 59 | 1.     |
| 1934/35                                                   | First Division  | 1      | 42 | 23 | 12 | 7  | 115 | 46 | +69 | 58 | 1.     |
| 1935/36                                                   | First Division  | 1      | 42 | 15 | 15 | 12 | 78  | 48 | +30 | 45 | 6.     |
| 1936/37                                                   | First Division  | 1      | 42 | 18 | 16 | 8  | 80  | 49 | +31 | 52 | 3.     |
| 1937/38                                                   | First Division  | 1      | 42 | 21 | 10 | 11 | 77  | 44 | +33 | 52 | 1.     |
| 1938/39                                                   | First Division  | 1      | 42 | 19 | 9  | 14 | 55  | 41 | +14 | 47 | 5.     |
| V letech 1939 až 1945 se nehrála žádná pravidelná soutěž. |                 |        |    |    |    |    |     |    |     |    |        |
| 1946/47                                                   | First Division  | 1      | 42 | 16 | 9  | 17 | 72  | 70 | +2  | 13 | 13.    |
| 1947/48                                                   | First Division  | 1      | 42 | 23 | 13 | 6  | 81  | 32 | +49 | 59 | 1.     |
| 1948/49                                                   | First Division  | 1      | 42 | 18 | 13 | 11 | 74  | 44 | +30 | 49 | 5.     |
| 1949/50                                                   | First Division  | 1      | 42 | 19 | 11 | 12 | 79  | 55 | +24 | 49 | 6.     |
| 1950/51                                                   | First Division  | 1      | 42 | 19 | 9  | 14 | 73  | 56 | +17 | 47 | 5.     |
| 1951/52                                                   | First Division  | 1      | 42 | 21 | 11 | 10 | 80  | 61 | +19 | 53 | 3.     |
| 1952/53                                                   | First Division  | 1      | 42 | 21 | 12 | 9  | 97  | 64 | +33 | 54 | 1.     |
| 1953/54                                                   | First Division  | 1      | 42 | 15 | 13 | 14 | 75  | 73 | +2  | 43 | 12.    |
| 1954/55                                                   | First Division  | 1      | 42 | 17 | 9  | 16 | 69  | 63 | +6  | 43 | 9.     |
| 1955/56                                                   | First Division  | 1      | 42 | 18 | 10 | 14 | 60  | 61 | -1  | 46 | 5.     |
| 1956/57                                                   | First Division  | 1      | 42 | 21 | 8  | 13 | 85  | 69 | +16 | 50 | 5.     |
| 1957/58                                                   | First Division  | 1      | 42 | 16 | 7  | 19 | 73  | 85 | -12 | 39 | 12.    |
| 1958/59                                                   | First Division  | 1      | 42 | 21 | 8  | 13 | 88  | 68 | +20 | 50 | 3.     |
| 1959/60                                                   | First Division  | 1      | 42 | 15 | 9  | 18 | 68  | 80 | -12 | 39 | 13.    |
| 1960/61                                                   | First Division  | 1      | 42 | 15 | 11 | 16 | 77  | 85 | -8  | 41 | 11.    |
| 1961/62                                                   | First Division  | 1      | 42 | 16 | 11 | 15 | 71  | 72 | -1  | 43 | 10.    |
| 1962/63                                                   | First Division  | 1      | 42 | 18 | 10 | 14 | 86  | 77 | +9  | 46 | 7.     |
| 1963/64                                                   | First Division  | 1      | 42 | 17 | 11 | 14 | 90  | 82 | +8  | 45 | 8.     |
| 1964/65                                                   | First Division  | 1      | 42 | 17 | 7  | 18 | 69  | 75 | -6  | 41 | 13.    |
| 1965/66                                                   | First Division  | 1      | 42 | 12 | 13 | 17 | 62  | 75 | -13 | 37 | 14.    |
| 1966/67                                                   | First Division  | 1      | 42 | 16 | 14 | 12 | 58  | 47 | +11 | 46 | 7.     |
| 1967/68                                                   | First Division  | 1      | 42 | 17 | 10 | 15 | 60  | 56 | +4  | 44 | 9.     |
| 1968/69                                                   | First Division  | 1      | 42 | 22 | 12 | 8  | 56  | 27 | +29 | 56 | 4.     |
| 1969/70                                                   | First Division  | 1      | 42 | 12 | 18 | 12 | 51  | 49 | +2  | 42 | 12.    |
| 1970/71                                                   | First Division  | 1      | 42 | 29 | 7  | 6  | 71  | 29 | +42 | 65 | 1.     |
| 1971/72                                                   | First Division  | 1      | 42 | 22 | 8  | 12 | 58  | 40 | +18 | 52 | 5.     |
| 1972/73                                                   | First Division  | 1      | 42 | 23 | 11 | 8  | 57  | 43 | +14 | 57 | 2.     |
| 1973/74                                                   | First Division  | 1      | 42 | 14 | 14 | 14 | 49  | 51 | -2  | 42 | 10.    |
| 1974/75                                                   | First Division  | 1      | 42 | 13 | 11 | 18 | 47  | 49 | -2  | 37 | 16.    |
| 1975/76                                                   | First Division  | 1      | 42 | 13 | 10 | 19 | 47  | 53 | -6  | 36 | 17.    |
| 1976/77                                                   | First Division  | 1      | 42 | 16 | 11 | 15 | 64  | 59 | +5  | 43 | 8.     |
| 1977/78                                                   | First Division  | 1      | 42 | 21 | 10 | 11 | 60  | 37 | +23 | 52 | 5.     |
| 1978/79                                                   | First Division  | 1      | 42 | 17 | 14 | 11 | 61  | 48 | +13 | 48 | 7.     |
| 1979/80                                                   | First Division  | 1      | 42 | 18 | 16 | 8  | 52  | 36 | +16 | 52 | 4.     |
| 1980/81                                                   | First Division  | 1      | 42 | 19 | 15 | 8  | 61  | 45 | +16 | 53 | 3.     |
| 1981/82                                                   | First Division  | 1      | 42 | 20 | 11 | 11 | 48  | 37 | +11 | 71 | 5.     |
| 1982/83                                                   | First Division  | 1      | 42 | 16 | 10 | 16 | 58  | 56 | +2  | 58 | 10.    |
| 1983/84                                                   | First Division  | 1      | 42 | 18 | 9  | 15 | 74  | 60 | +14 | 63 | 6.     |
| 1984/85                                                   | First Division  | 1      | 42 | 19 | 9  | 14 | 61  | 49 | +12 | 66 | 7.     |
| 1985/86                                                   | First Division  | 1      | 42 | 20 | 9  | 13 | 49  | 47 | +2  | 69 | 7.     |
| 1986/87                                                   | First Division  | 1      | 42 | 20 | 10 | 12 | 58  | 35 | +23 | 70 | 4.     |
| 1987/88                                                   | First Division  | 1      | 40 | 18 | 12 | 10 | 58  | 39 | +19 | 66 | 6.     |
| 1988/89                                                   | First Division  | 1      | 38 | 22 | 10 | 6  | 73  | 36 | +37 | 76 | 1.     |
| 1989/90                                                   | First Division  | 1      | 38 | 18 | 8  | 12 | 54  | 38 | +16 | 62 | 4.     |
| 1990/91                                                   | First Division  | 1      | 38 | 24 | 13 | 1  | 74  | 18 | +56 | 83 | 1.     |
| 1991/92                                                   | First Division  | 1      | 42 | 19 | 15 | 8  | 81  | 46 | +35 | 72 | 4.     |
| 1992/93                                                   | Premier League  | 1      | 42 | 15 | 11 | 16 | 40  | 38 | +2  | 56 | 10.    |
| 1993/94                                                   | Premier League  | 1      | 42 | 18 | 17 | 7  | 53  | 28 | +25 | 71 | 4.     |
| 1994/95                                                   | Premier League  | 1      | 42 | 13 | 12 | 17 | 52  | 49 | +3  | 51 | 12.    |
| 1995/96                                                   | Premier League  | 1      | 38 | 17 | 12 | 9  | 49  | 32 | +17 | 63 | 5.     |
| 1996/97                                                   | Premier League  | 1      | 38 | 19 | 11 | 8  | 62  | 32 | +30 | 68 | 3.     |
| 1997/98                                                   | Premier League  | 1      | 38 | 23 | 9  | 6  | 68  | 33 | +35 | 78 | 1.     |
| 1998/99                                                   | Premier League  | 1      | 38 | 22 | 12 | 4  | 59  | 17 | +42 | 78 | 2.     |
| 1999/00                                                   | Premier League  | 1      | 38 | 22 | 7  | 9  | 73  | 43 | +30 | 73 | 2.     |
| 2000/01                                                   | Premier League  | 1      | 38 | 20 | 10 | 8  | 63  | 38 | +25 | 70 | 2.     |
| 2001/02                                                   | Premier League  | 1      | 38 | 26 | 9  | 3  | 79  | 36 | +43 | 87 | 1.     |
| 2002/03                                                   | Premier League  | 1      | 38 | 23 | 9  | 6  | 85  | 42 | +43 | 78 | 2.     |
| 2003/04                                                   | Premier League  | 1      | 38 | 26 | 12 | 0  | 73  | 26 | +47 | 90 | 1.     |
| 2004/05                                                   | Premier League  | 1      | 38 | 25 | 8  | 5  | 87  | 36 | +51 | 83 | 2.     |
| 2005/06                                                   | Premier League  | 1      | 38 | 20 | 7  | 11 | 68  | 31 | +37 | 67 | 4.     |
| 2006/07                                                   | Premier League  | 1      | 38 | 19 | 11 | 8  | 63  | 35 | +28 | 68 | 4.     |
| 2007/08                                                   | Premier League  | 1      | 38 | 24 | 11 | 3  | 74  | 31 | +43 | 83 | 3.     |
| 2008/09                                                   | Premier League  | 1      | 38 | 20 | 12 | 6  | 68  | 37 | +31 | 72 | 4.     |
| 2009/10                                                   | Premier League  | 1      | 38 | 23 | 6  | 9  | 83  | 41 | +42 | 75 | 3.     |
| 2010/11                                                   | Premier League  | 1      | 38 | 19 | 11 | 8  | 72  | 43 | +29 | 68 | 4.     |
| 2011/12                                                   | Premier League  | 1      | 38 | 21 | 7  | 10 | 74  | 49 | +25 | 70 | 3.     |
| 2012/13                                                   | Premier League  | 1      | 38 | 21 | 10 | 7  | 72  | 37 | +35 | 73 | 4.     |
| 2013/14                                                   | Premier League  | 1      | 38 | 24 | 7  | 7  | 68  | 41 | +27 | 79 | 4.     |
| 2014/15                                                   | Premier League  | 1      | 38 | 22 | 9  | 7  | 71  | 36 | +35 | 75 | 3.     |
| 2015/16                                                   | Premier League  | 1      | 38 | 20 | 11 | 7  | 68  | 36 | +32 | 71 | 2.     |
| 2016/17                                                   | Premier League  | 1      | 38 | 23 | 6  | 9  | 77  | 44 | +33 | 75 | 5.     |
| 2017/18                                                   | Premier League  | 1      | 38 | 19 | 6  | 13 | 74  | 51 | +23 | 63 | 6.     |
| 2018/19                                                   | Premier League  | 1      | 38 | 21 | 7  | 10 | 73  | 51 | +22 | 70 | 5.     |
| 2019/20                                                   | Premier League  | 1      | 38 | 14 | 14 | 10 | 56  | 48 | +8  | 56 | 8.     |
| 2020/21                                                   | Premier League  | 1      | 38 | 18 | 7  | 13 | 55  | 39 | +16 | 61 | 8.     |
| 2021/22                                                   | Premier League  | 1      | 38 | 22 | 3  | 13 | 61  | 48 | +13 | 69 | 5.     |
| 2022/23                                                   | Premier League  | 1      | 38 | 26 | 6  | 6  | 88  | 43 | +45 | 84 | 2.     |
| 2023/24                                                   | Premier League  | 1      | 38 | 28 | 5  | 5  | 91  | 29 | +62 | 89 | 2.     |

Poznámky:
- 1990/91: Arsenalu byly odebrány dva body za rvačku hráčů v zápase s Manchesterem United.

## Účast v evropských pohárech
| Ročník  | Soutěž                       | Kolo                   | Klub                      | Doma           | Venku          | Celkem         |
| ------- | ---------------------------- | ---------------------- | ------------------------- | -------------- | -------------- | -------------- |
| 1963/64 | Veletržní pohár              | 1. kolo                | Kodaň XI                  | 2:3            | 7:1            | 9:4            |
| 1963/64 | Veletržní pohár              | 2. kolo                | RFC de Liège              | 1:1            | 1:3            | 2:4            |
| 1969/70 | Veletržní pohár              | 1. kolo                | Glentoran FC              | 3:0            | 0:1            | 3:1            |
| 1969/70 | Veletržní pohár              | 2. kolo                | Sporting CP               | 3:0            | 0:0            | 3:0            |
| 1969/70 | Veletržní pohár              | 3. kolo                | FC Rouen                  | 1:0            | 0:0            | 1:0            |
| 1969/70 | Veletržní pohár              | Čtvrtfinále            | FCM Bacău                 | 7:1            | 2:0            | 9:1            |
| 1969/70 | Veletržní pohár              | Semifinále             | AFC Ajax                  | 3:0            | 0:1            | 3:1            |
| 1969/70 | Veletržní pohár              | Finále                 | RSC Anderlecht            | 3:0            | 1:3            | 4:3            |
| 1970/71 | Veletržní pohár              | 1. kolo                | SS Lazio                  | 2:0            | 2:2            | 4:2            |
| 1970/71 | Veletržní pohár              | 2. kolo                | SK Sturm Graz             | 2:0            | 0:1            | 2:1            |
| 1970/71 | Veletržní pohár              | 3. kolo                | KSK Beveren               | 4:0            | 0:0            | 4:0            |
| 1970/71 | Veletržní pohár              | Čtvrtfinále            | 1. FC Köln                | 2:1            | 0:1            | 2:2            |
| 1971/72 | Pohár mistrů evropských zemí | 1. kolo                | Strømsgodset IF           | 4:0            | 3:1            | 7:1            |
| 1971/72 | Pohár mistrů evropských zemí | 2. kolo                | Grasshopper Club Zürich   | 3:0            | 2:0            | 5:0            |
| 1971/72 | Pohár mistrů evropských zemí | Čtvrtfinále            | AFC Ajax                  | 0:1            | 1:2            | 1:3            |
| 1978/79 | Evropská liga UEFA           | 1. kolo                | 1. FC Lokomotive Leipzig  | 3:0            | 4:1            | 7:1            |
| 1978/79 | Evropská liga UEFA           | 2. kolo                | HNK Hajduk Split          | 1:0            | 1:2            | 2:2            |
| 1978/79 | Evropská liga UEFA           | 3. kolo                | FK Crvena zvezda Bělehrad | 1:1            | 0:1            | 1:2            |
| 1979/80 | Pohár vítězů pohárů          | 1. kolo                | Fenerbahçe SK             | 2:0            | 0:0            | 2:0            |
| 1979/80 | Pohár vítězů pohárů          | 2. kolo                | 1. FC Magdeburg           | 2:1            | 2:2            | 4:3            |
| 1979/80 | Pohár vítězů pohárů          | Čtvrtfinále            | IFK Göteborg              | 5:1            | 0:0            | 5:1            |
| 1979/80 | Pohár vítězů pohárů          | Semifinále             | Juventus FC               | 1:1            | 1:0            | 2:1            |
| 1979/80 | Pohár vítězů pohárů          | Finále                 | Valencia CF               | 0:0 (4:5 pen.) | 0:0 (4:5 pen.) | 0:0 (4:5 pen.) |
| 1981/82 | Evropská liga UEFA           | 1. kolo                | Panathinaikos FC          | 1:0            | 2:0            | 3:0            |
| 1981/82 | Evropská liga UEFA           | 2. kolo                | FC Winterslag             | 2:1            | 0:1            | 2:2            |
| 1982/83 | Evropská liga UEFA           | 1. kolo                | FK Spartak Moskva         | 2:5            | 2:3            | 4:8            |
| 1991/92 | Pohár mistrů evropských zemí | 1. kolo                | FK Austria Wien           | 6:1            | 0:1            | 6:2            |
| 1991/92 | Pohár mistrů evropských zemí | 2. kolo                | SL Benfica                | 1:3            | 1:1            | 2:4            |
| 1993/94 | Pohár vítězů pohárů          | 2. kolo                | Standard Liège            | 3:0            | 7:0            | 10:0           |
| 1993/94 | Pohár vítězů pohárů          | Čtvrtfinále            | Torino FC                 | 1:0            | 0:0            | 1:0            |
| 1993/94 | Pohár vítězů pohárů          | Semifinále             | Paris Saint-Germain FC    | 1:0            | 1:1            | 2:1            |
| 1993/94 | Pohár vítězů pohárů          | Finále                 | Parma FC                  | 1:0            | 1:0            | 1:0            |
| 1994    | Superpohár UEFA              | 1. kolo                | AC Milan                  | 0:0            | 0:2            | 0:2            |
| 1994/95 | Pohár vítězů pohárů          | 1. kolo                | AC Omonia                 | 3:0            | 3:1            | 6:1            |
| 1994/95 | Pohár vítězů pohárů          | 2. kolo                | Brøndby IF                | 2:2            | 2:1            | 4:3            |
| 1994/95 | Pohár vítězů pohárů          | Čtvrtfinále            | AJ Auxerre                | 1:1            | 1:0            | 2:1            |
| 1994/95 | Pohár vítězů pohárů          | Semifinále             | UC Sampdoria              | 3:2            | 2:3            | 5:5            |
| 1994/95 | Pohár vítězů pohárů          | Finále                 | Real Zaragoza             | 1:2            | 1:2            | 1:2            |
| 1996/97 | Evropská liga UEFA           | 1. kolo                | Borussia Mönchengladbach  | 2:3            | 2:3            | 4:6            |
| 1997/98 | Evropská liga UEFA           | 1. kolo                | PAOK FC                   | 1:1            | 0:1            | 1:2            |
| 1998/99 | Liga mistrů UEFA             | Základní skupina E     | RC Lens                   | 0:1            | 1:1            | 3. místo       |
| 1998/99 | Liga mistrů UEFA             | Základní skupina E     | Panathinaikos FC          | 2:1            | 3:1            | 3. místo       |
| 1998/99 | Liga mistrů UEFA             | Základní skupina E     | FK Dynamo Kyjev           | 1:1            | 1:3            | 3. místo       |
| 1999/00 | Liga mistrů UEFA             | Základní skupina B     | ACF Fiorentina            | 0:1            | 0:0            | 3. místo       |
| 1999/00 | Liga mistrů UEFA             | Základní skupina B     | AIK Stockholm             | 3:1            | 3:2            | 3. místo       |
| 1999/00 | Liga mistrů UEFA             | Základní skupina B     | FC Barcelona              | 2:4            | 1:1            | 3. místo       |
| 1999/00 | Evropská liga UEFA           | 3. kolo                | FC Nantes                 | 3:0            | 3:3            | 6:3            |
| 1999/00 | Evropská liga UEFA           | 4. kolo                | Deportivo de La Coruña    | 5:1            | 1:2            | 6:3            |
| 1999/00 | Evropská liga UEFA           | Čtvrtfinále            | SV Werder Bremen          | 2:0            | 4:2            | 6:2            |
| 1999/00 | Evropská liga UEFA           | Semifinále             | RC Lens                   | 1:0            | 2:1            | 3:1            |
| 1999/00 | Evropská liga UEFA           | Finále                 | Galatasaray SK            | 0:0 (1:4 pen.) | 0:0 (1:4 pen.) | 0:0 (1:4 pen.) |
| 2000/01 | Liga mistrů UEFA             | Základní skupina B     | AC Sparta Praha           | 4:2            | 1:0            | 1. místo       |
| 2000/01 | Liga mistrů UEFA             | Základní skupina B     | FK Šachtar Doněck         | 3:2            | 0:3            | 1. místo       |
| 2000/01 | Liga mistrů UEFA             | Základní skupina B     | SS Lazio                  | 2:0            | 1:1            | 1. místo       |
| 2000/01 | Liga mistrů UEFA             | Osmifinálová skupina C | FK Spartak Moskva         | 2:0            | 1:4            | 2. místo       |
| 2000/01 | Liga mistrů UEFA             | Osmifinálová skupina C | FC Bayern Mnichov         | 2:2            | 0:1            | 2. místo       |
| 2000/01 | Liga mistrů UEFA             | Osmifinálová skupina C | Olympique Lyon            | 1:1            | 1:0            | 2. místo       |
| 2000/01 | Liga mistrů UEFA             | Čtvrtfinále            | Valencia CF               | 2:1            | 0:1            | 2:2            |
| 2001/02 | Liga mistrů UEFA             | Základní skupina C     | RCD Mallorca              | 3:1            | 0:1            | 2. místo       |
| 2001/02 | Liga mistrů UEFA             | Základní skupina C     | FC Schalke 04             | 3:2            | 1:3            | 2. místo       |
| 2001/02 | Liga mistrů UEFA             | Základní skupina C     | Panathinaikos FC          | 2:1            | 0:1            | 2. místo       |
| 2001/02 | Liga mistrů UEFA             | Osmifinálová skupina D | Deportivo de La Coruña    | 0:2            | 0:2            | 3. místo       |
| 2001/02 | Liga mistrů UEFA             | Osmifinálová skupina D | Juventus FC               | 3:1            | 0:1            | 3. místo       |
| 2001/02 | Liga mistrů UEFA             | Osmifinálová skupina D | Bayer 04 Leverkusen       | 4:1            | 1:1            | 3. místo       |
| 2002/03 | Liga mistrů UEFA             | Základní skupina A     | BV Borussia Dortmund      | 2:0            | 1:2            | 1. místo       |
| 2002/03 | Liga mistrů UEFA             | Základní skupina A     | PSV Eindhoven             | 0:0            | 4:0            | 1. místo       |
| 2002/03 | Liga mistrů UEFA             | Základní skupina A     | AJ Auxerre                | 1:2            | 1:0            | 1. místo       |
| 2002/03 | Liga mistrů UEFA             | Osmifinálová skupina B | AS Roma                   | 1:1            | 3:1            | 3. místo       |
| 2002/03 | Liga mistrů UEFA             | Osmifinálová skupina B | Valencia CF               | 0:0            | 1:2            | 3. místo       |
| 2002/03 | Liga mistrů UEFA             | Osmifinálová skupina B | AFC Ajax                  | 1:1            | 0:0            | 3. místo       |
| 2003/04 | Liga mistrů UEFA             | Základní skupina B     | FC Internazionale Milano  | 0:3            | 5:1            | 1. místo       |
| 2003/04 | Liga mistrů UEFA             | Základní skupina B     | FK Lokomotiv Moskva       | 2:0            | 0:0            | 1. místo       |
| 2003/04 | Liga mistrů UEFA             | Základní skupina B     | FK Dynamo Kyjev           | 1:0            | 1:2            | 1. místo       |
| 2003/04 | Liga mistrů UEFA             | Osmifinále             | Celta de Vigo             | 2:0            | 3:2            | 5:2            |
| 2003/04 | Liga mistrů UEFA             | Čtvrtfinále            | Chelsea FC                | 1:2            | 1:1            | 2:3            |
| 2004/05 | Liga mistrů UEFA             | Základní skupina E     | PSV Eindhoven             | 1:0            | 1:1            | 1. místo       |
| 2004/05 | Liga mistrů UEFA             | Základní skupina E     | Rosenborg BK              | 5:1            | 1:1            | 1. místo       |
| 2004/05 | Liga mistrů UEFA             | Základní skupina E     | Panathinaikos FC          | 5:1            | 2:2            | 1. místo       |
| 2004/05 | Liga mistrů UEFA             | Osmifinále             | FC Bayern Mnichov         | 1:0            | 1:3            | 2:3            |
| 2005/06 | Liga mistrů UEFA             | Základní skupina B     | FC Thun                   | 2:1            | 1:0            | 1. místo       |
| 2005/06 | Liga mistrů UEFA             | Základní skupina B     | AFC Ajax                  | 0:0            | 2:1            | 1. místo       |
| 2005/06 | Liga mistrů UEFA             | Základní skupina B     | AC Sparta Praha           | 3:0            | 2:0            | 1. místo       |
| 2005/06 | Liga mistrů UEFA             | Osmifinále             | Real Madrid               | 0:0            | 1:0            | 1:0            |
| 2005/06 | Liga mistrů UEFA             | Čtvrtfinále            | Juventus FC               | 2:0            | 0:0            | 2:0            |
| 2005/06 | Liga mistrů UEFA             | Semifinále             | Villarreal CF             | 1:0            | 0:0            | 0:0            |
| 2005/06 | Liga mistrů UEFA             | Finále                 | FC Barcelona              | 1:2            | 1:2            | 1:2            |
| 2006/07 | Liga mistrů UEFA             | 3. předkolo            | GNK Dinamo Zagreb         | 2:1            | 3:0            | 5:1            |
| 2006/07 | Liga mistrů UEFA             | Základní skupina G     | Hamburger SV              | 3:1            | 2:1            | 1. místo       |
| 2006/07 | Liga mistrů UEFA             | Základní skupina G     | FC Porto                  | 2:0            | 0:0            | 1. místo       |
| 2006/07 | Liga mistrů UEFA             | Základní skupina G     | PFK CSKA Moskva           | 0:0            | 0:1            | 1. místo       |
| 2006/07 | Liga mistrů UEFA             | Osmifinále             | PSV Eindhoven             | 1:1            | 0:1            | 1:2            |
| 2007/08 | Liga mistrů UEFA             | 3. předkolo            | AC Sparta Praha           | 3:0            | 2:0            | 5:0            |
| 2007/08 | Liga mistrů UEFA             | Základní skupina H     | Sevilla FC                | 3:0            | 1:3            | 2. místo       |
| 2007/08 | Liga mistrů UEFA             | Základní skupina H     | FC Steaua București       | 2:1            | 1:0            | 2. místo       |
| 2007/08 | Liga mistrů UEFA             | Základní skupina H     | SK Slavia Praha           | 7:0            | 0:0            | 2. místo       |
| 2007/08 | Liga mistrů UEFA             | Osmifinále             | AC Milan                  | 0:0            | 2:0            | 2:0            |
| 2007/08 | Liga mistrů UEFA             | Čtvrtfinále            | Liverpool FC              | 1:1            | 2:4            | 3:5            |
| 2008/09 | Liga mistrů UEFA             | 3. předkolo            | FC Twente                 | 4:0            | 2:0            | 6:0            |
| 2008/09 | Liga mistrů UEFA             | Základní skupina G     | FK Dynamo Kyjev           | 1:0            | 1:1            | 2. místo       |
| 2008/09 | Liga mistrů UEFA             | Základní skupina G     | FC Porto                  | 4:0            | 0:2            | 2. místo       |
| 2008/09 | Liga mistrů UEFA             | Základní skupina G     | Fenerbahçe SK             | 0:0            | 5:2            | 2. místo       |
| 2008/09 | Liga mistrů UEFA             | Osmifinále             | AS Roma                   | 1:0            | 0:1            | 1:1            |
| 2008/09 | Liga mistrů UEFA             | Čtvrtfinále            | Villarreal CF             | 3:0            | 1:1            | 4:1            |
| 2008/09 | Liga mistrů UEFA             | Semifinále             | FC Barcelona              | 1:1            | 0:0            | 1:1            |
| 2009/10 | Liga mistrů UEFA             | 4. předkolo            | Celtic FC                 | 3:1            | 2:0            | 5:1            |
| 2009/10 | Liga mistrů UEFA             | Základní skupina H     | Standard Liège            | 2:0            | 3:2            | 1. místo       |
| 2009/10 | Liga mistrů UEFA             | Základní skupina H     | Olympiakos Pireus FC      | 2:0            | 0:1            | 1. místo       |
| 2009/10 | Liga mistrů UEFA             | Základní skupina H     | AZ Alkmaar                | 4:1            | 1:1            | 1. místo       |
| 2009/10 | Liga mistrů UEFA             | Osmifinále             | FC Porto                  | 5:0            | 1:2            | 6:2            |
| 2009/10 | Liga mistrů UEFA             | Čtvrtfinále            | FC Barcelona              | 2:2            | 1:4            | 3:6            |
| 2010/11 | Liga mistrů UEFA             | Základní skupina H     | SC Braga                  | 6:0            | 0:2            | 2. místo       |
| 2010/11 | Liga mistrů UEFA             | Základní skupina H     | FK Partizan               | 3:1            | 3:1            | 2. místo       |
| 2010/11 | Liga mistrů UEFA             | Základní skupina H     | FK Šachtar Doněck         | 5:1            | 1:2            | 2. místo       |
| 2010/11 | Liga mistrů UEFA             | Osmifinále             | FC Barcelona              | 2:1            | 1:3            | 3:4            |
| 2011/12 | Liga mistrů UEFA             | 4. předkolo            | Udinese Calcio            | 1:0            | 2:1            | 3:1            |
| 2011/12 | Liga mistrů UEFA             | Základní skupina F     | BV Borussia Dortmund      | 2:1            | 1:1            | 1. místo       |
| 2011/12 | Liga mistrů UEFA             | Základní skupina F     | Olympiakos Pireus FC      | 2:1            | 1:3            | 1. místo       |
| 2011/12 | Liga mistrů UEFA             | Základní skupina F     | Olympique de Marseille    | 0:0            | 0:1            | 1. místo       |
| 2011/12 | Liga mistrů UEFA             | Osmifinále             | AC Milan                  | 3:0            | 0:4            | 3:4            |
| 2012/13 | Liga mistrů UEFA             | Základní skupina B     | Montpellier HSC           | 2:0            | 2:1            | 2. místo       |
| 2012/13 | Liga mistrů UEFA             | Základní skupina B     | Olympiakos Pireus FC      | 3:1            | 1:2            | 2. místo       |
| 2012/13 | Liga mistrů UEFA             | Základní skupina B     | FC Schalke 04             | 0:2            | 2:2            | 2. místo       |
| 2012/13 | Liga mistrů UEFA             | Osmifinále             | FC Bayern Mnichov         | 1:3            | 2:0            | 3:3            |
| 2013/14 | Liga mistrů UEFA             | 4. předkolo            | Fenerbahçe SK             | 2:0            | 3:0            | 5:0            |
| 2013/14 | Liga mistrů UEFA             | Základní skupina F     | Olympique de Marseille    | 2:0            | 2:1            | 2. místo       |
| 2013/14 | Liga mistrů UEFA             | Základní skupina F     | SSC Neapol                | 2:0            | 0:2            | 2. místo       |
| 2013/14 | Liga mistrů UEFA             | Základní skupina F     | BV Borussia Dortmund      | 1:2            | 1:0            | 2. místo       |
| 2013/14 | Liga mistrů UEFA             | Osmifinále             | FC Bayern Mnichov         | 0:2            | 1:1            | 1:3            |
| 2014/15 | Liga mistrů UEFA             | 4. předkolo            | Beşiktaş JK               | 1:0            | 0:0            | 1:0            |
| 2014/15 | Liga mistrů UEFA             | Základní skupina D     | BV Borussia Dortmund      | 2:0            | 0:2            | 2. místo       |
| 2014/15 | Liga mistrů UEFA             | Základní skupina D     | Galatasaray SK            | 4:1            | 4:1            | 2. místo       |
| 2014/15 | Liga mistrů UEFA             | Základní skupina D     | RSC Anderlecht            | 3:3            | 2:1            | 2. místo       |
| 2014/15 | Liga mistrů UEFA             | Osmifinále             | AS Monaco FC              | 1:3            | 2:0            | 3:3            |
| 2015/16 | Liga mistrů UEFA             | Základní skupina F     | GNK Dinamo Zagreb         | 3:0            | 1:2            | 2. místo       |
| 2015/16 | Liga mistrů UEFA             | Základní skupina F     | Olympiacos FC             | 2:3            | 3:0            | 2. místo       |
| 2015/16 | Liga mistrů UEFA             | Základní skupina F     | FC Bayern Mnichov         | 2:0            | 1:5            | 2. místo       |
| 2015/16 | Liga mistrů UEFA             | Osmifinále             | FC Barcelona              | 0:2            | 1:3            | 1:5            |
| 2016/17 | Liga mistrů UEFA             | Základní skupina A     | Paris Saint-Germain FC    | 2:2            | 1:1            | 1. místo       |
| 2016/17 | Liga mistrů UEFA             | Základní skupina A     | FC Basel                  | 2:0            | 4:1            | 1. místo       |
| 2016/17 | Liga mistrů UEFA             | Základní skupina A     | PFK Ludogorec Razgrad     | 6:0            | 3:2            | 1. místo       |
| 2016/17 | Liga mistrů UEFA             | Osmifinále             | FC Bayern Mnichov         | 1:5            | 1:5            | 2:10           |
| 2017/18 | Evropská liga UEFA           | Základní skupina H     | 1. FC Köln                | 3:1            | 0:1            | 1. místo       |
| 2017/18 | Evropská liga UEFA           | Základní skupina H     | FK BATE                   | 6:0            | 4:2            | 1. místo       |
| 2017/18 | Evropská liga UEFA           | Základní skupina H     | FK Crvena zvezda          | 0:0            | 1:0            | 1. místo       |
| 2017/18 | Evropská liga UEFA           | Šestnáctifinále        | Östersunds FK             | 1:2            | 3:0            | 4:1            |
| 2017/18 | Evropská liga UEFA           | Osmifinále             | AC Milan                  | 3:1            | 2:0            | 5:1            |
| 2017/18 | Evropská liga UEFA           | Čtvrtfinále            | PFK CSKA Moskva           | 4:1            | 2:2            | 6:3            |
| 2017/18 | Evropská liga UEFA           | Semifinále             | Atlético Madrid           | 1:1            | 0:1            | 1:2            |
| 2018/19 | Evropská liga UEFA           | Základní skupina E     | FK Vorskla Poltava        | 4:2            | 3:0            | 1. místo       |
| 2018/19 | Evropská liga UEFA           | Základní skupina E     | Qarabağ FK                | 1:0            | 3:0            | 1. místo       |
| 2018/19 | Evropská liga UEFA           | Základní skupina E     | Sporting CP               | 0:0            | 1:0            | 1. místo       |
| 2018/19 | Evropská liga UEFA           | Šestnáctifinále        | FK BATE                   | 3:0            | 0:1            | 3:1            |
| 2018/19 | Evropská liga UEFA           | Osmifinále             | Stade Rennais FC          | 3:0            | 1:3            | 4:3            |
| 2018/19 | Evropská liga UEFA           | Čtvrtfinále            | SSC Neapol                | 2:0            | 1:0            | 3:0            |
| 2018/19 | Evropská liga UEFA           | Semifinále             | Valencia CF               | 3:1            | 4:2            | 7:3            |
| 2018/19 | Evropská liga UEFA           | Finále                 | Chelsea FC                | 1:4            | 1:4            | 1:4            |
| 2019/20 | Evropská liga UEFA           | Základní skupina F     | Eintracht Frankfurt       | 1:2            | 0:3            | 1. místo       |
| 2019/20 | Evropská liga UEFA           | Základní skupina F     | Standard Liège            | 4:0            | 2:2            | 1. místo       |
| 2019/20 | Evropská liga UEFA           | Základní skupina F     | Vitória SC                | 3:2            | 1:1            | 1. místo       |
| 2019/20 | Evropská liga UEFA           | Šestnáctifinále        | Olympiacos FC             | 1:2            | 1:0            | 2:2            |
| 2020/21 | Evropská liga UEFA           | Základní skupina B     | Molde FK                  | 4:1            | 3:0            | 1. místo       |
| 2020/21 | Evropská liga UEFA           | Základní skupina B     | SK Rapid Vídeň            | 4:1            | 2:1            | 1. místo       |
| 2020/21 | Evropská liga UEFA           | Základní skupina B     | Dundalk FC                | 3:0            | 4:2            | 1. místo       |
| 2020/21 | Evropská liga UEFA           | Šestnáctifinále        | SL Benfica                | 3:2            | 1:1            | 4:3            |
| 2020/21 | Evropská liga UEFA           | Osmifinále             | Olympiacos FC             | 0:1            | 3:1            | 3:2            |
| 2020/21 | Evropská liga UEFA           | Čtvrtfinále            | SK Slavia Praha           | 1:1            | 4:0            | 5:1            |
| 2020/21 | Evropská liga UEFA           | Semifinále             | Villarreal CF             | 0:0            | 1:2            | 1:2            |
| 2022/23 | Evropská liga UEFA           | Základní skupina A     | PSV Eindhoven             | 1:0            | 0:2            | 1. místo       |
| 2022/23 | Evropská liga UEFA           | Základní skupina A     | FK Bodø/Glimt             | 3:0            | 1:0            | 1. místo       |
| 2022/23 | Evropská liga UEFA           | Základní skupina A     | FC Curych                 | 1:0            | 2:1            | 1. místo       |
| 2022/23 | Evropská liga UEFA           | Osmifinále             | Sporting CP               | 1:2            | 2:2            | 3:4            |
| 2023/24 | Liga mistrů UEFA             | Základní skupina B     | PSV Eindhoven             | 4:0            | 1:1            | 1. místo       |
| 2023/24 | Liga mistrů UEFA             | Základní skupina B     | RC Lens                   | 6:0            | 1:2            | 1. místo       |
| 2023/24 | Liga mistrů UEFA             | Základní skupina B     | Sevilla FC                | 2:0            | 2:1            | 1. místo       |
| 2023/24 | Liga mistrů UEFA             | Osmifinále             | FC Porto                  |                |                |                |

## Soupiska
- Soupiska k 7. září 2023

| Číslo |            | Pozice | Hráč                                  |
| ----- | ---------- | ------ | ------------------------------------- |
| 1     | Anglie     | B      | Aaron Ramsdale                        |
| 2     | Francie    | O      | William Saliba                        |
| 4     | Anglie     | O      | Ben White                             |
| 5     | Ghana      | Z      | Thomas Partey                         |
| 6     | Brazílie   | O      | Gabriel Magalhães (zástupce kapitána) |
| 7     | Anglie     | Z      | Bukayo Saka                           |
| 8     | Norsko     | Z      | Martin Ødegaard (kapitán)             |
| 9     | Brazílie   | Ú      | Gabriel Jesus                         |
| 10    | Anglie     | Z      | Emile Smith Rowe                      |
| 11    | Brazílie   | Ú      | Gabriel Martinelli                    |
| 12    | Nizozemsko | O      | Jurriën Timber                        |
| 14    | Anglie     | Ú      | Eddie Nketiah                         |
| 15    | Polsko     | O      | Jakub Kiwior                          |

| Číslo |             | Pozice | Hráč              |
| ----- | ----------- | ------ | ----------------- |
| 17    | Portugalsko | O      | Cédric Soares     |
| 18    | Japonsko    | O      | Takehiro Tomijasu |
| 19    | Belgie      | Ú      | Leandro Trossard  |
| 20    | Itálie      | Z      | Jorginho          |
| 21    | Portugalsko | Z      | Fábio Vieira      |
| 22    | Španělsko   | B      | David Raya        |
| 24    | Anglie      | Ú      | Reiss Nelson      |
| 25    | Egypt       | Z      | Muhammad Alnaní   |
| 29    | Německo     | Z      | Kai Havertz       |
| 31    | Estonsko    | B      | Karl Hein         |
| 35    | Ukrajina    | O      | Olexandr Zinčenko |
| 41    | Anglie      | Z      | Declan Rice       |

### Hráči na hostování
| Číslo |             | Pozice | Hráč                                                           |
| ----- | ----------- | ------ | -------------------------------------------------------------- |
|       | Island      | B      | Rúnar Alex Rúnarsson (v Cardiffu City do konce sezóny 2023/24) |
|       | Anglie      | B      | Arthur Okonkwo (ve Weexhamu do konce sezóny 2023/24)           |
|       | Portugalsko | O      | Nuno Tavares (v Nottinghamu Forest do konce sezóny 2023/24)    |

| Číslo |          | Pozice | Hráč                                                         |
| ----- | -------- | ------ | ------------------------------------------------------------ |
|       | Skotsko  | O      | Kieran Tierney (v Realu Sociedad do konce sezóny 2023/24)    |
|       | Belgie   | Z      | Albert Sambi Lokonga (v Lutonu Town do konce sezóny 2023/24) |
|       | Brazílie | Ú      | Marquinhos (v Nantes do konce sezóny 2023/24)                |

## Současný trenérský personál

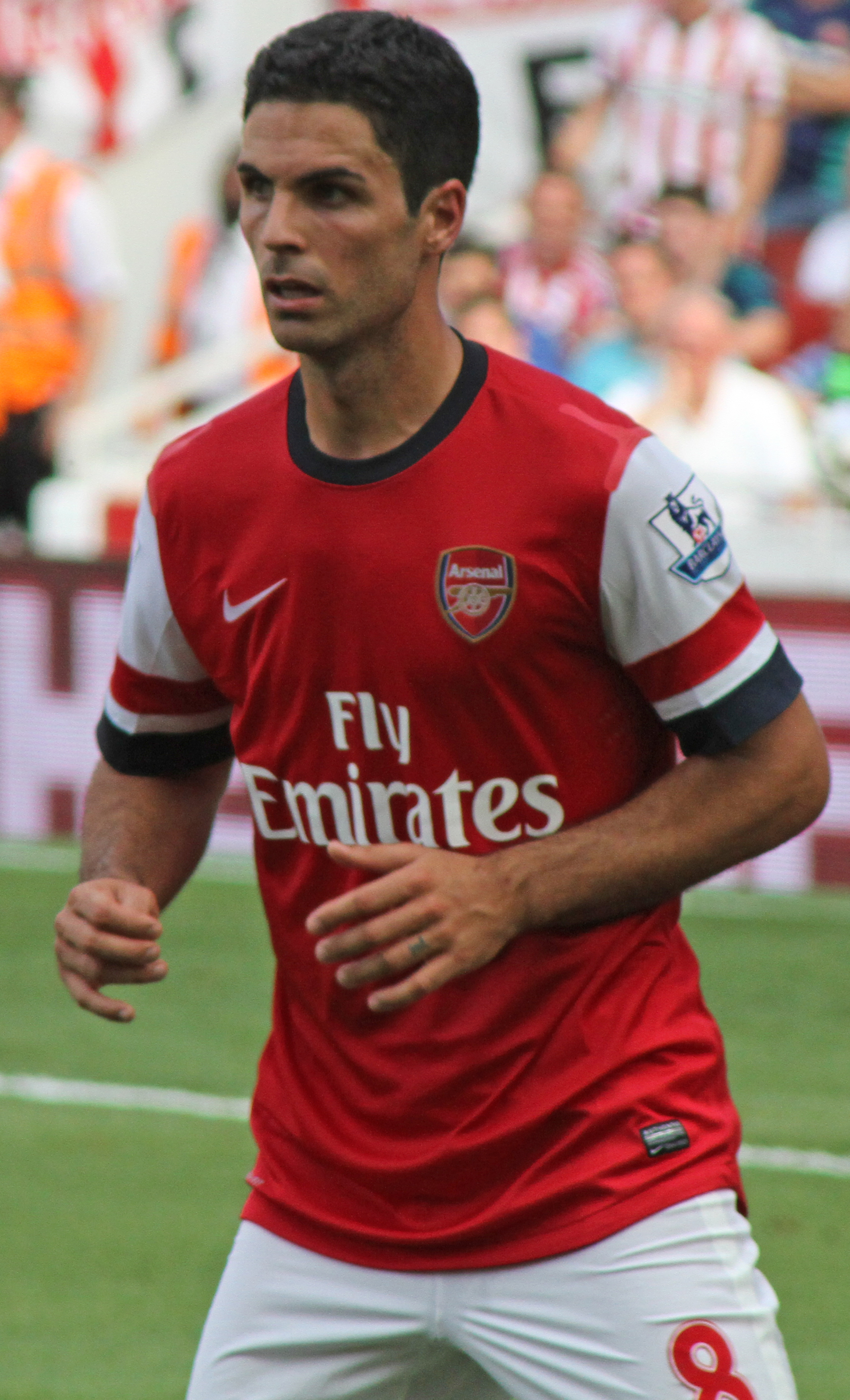
Mikel Arteta je hlavním trenérem Arsenalu. Do funkce nastoupil v roce 2019.

Aktuální k 28. ledna 2022 
| Pozice            | Jméno                                                      |
| ----------------- | ---------------------------------------------------------- |
| Hlavní trenér     | Mikel Arteta                                               |
| Asistent manažera | Steve Round Albert Stuivenberg Carlos Cuesta Miguel Molina |
| Trenér U23        | bude oznámeno                                              |
| Manažer akademie  | Per Mertesacker                                            |
| Vedoucí akademie  | Luke Hoobs                                                 |
| Trenér brankářů   | Iñaki Caña Pavon                                           |
| Kondiční trenér   | Julen Masach                                               |
| Fyzioterapeut     | Jordan Reece                                               |
| Klubový lékař     | Gary O'Driscoll                                            |

## Významní hráči
- Alex James (1929-1937)
- Cliff Bastin (1929-1947)
- Liam Brady (1973-1980)
- Dennis Bergkamp (1995-2006)
- Thierry Henry (1999-2007)
- Robin van Persie (2004-2012)
- Granit Xhaka (2016-2023)